# Britney Spears
Vous lisez un « bon article » labellisé en 2008.
Pour les articles homonymes, voir Spears.
Britney Spears, née le 2 décembre 1981 à McComb (Mississippi), aux États-Unis, est une chanteuse, danseuse, actrice et femme d'affaires américaine. Souvent appelée la Princesse de la pop, elle est reconnue pour avoir influencé la pop à la fin des années 1990 et dans les années 2000. 
Après une carrière d'enfant-star au Mickey Mouse Club en tant qu'animatrice, Britney Spears se lance dans la musique et signe avec Jive Records en 1997 à l’âge de 15 ans. Elle se fait connaître mondialement en 1998 grâce à son titre ...Baby One More Time, qui est l'un des singles les plus vendus au monde. ...Baby One More Time est considéré comme le plus grand premier single de tous les temps par Rolling Stone en 2020. Grâce à la sortie de son deuxième album Oops!... I Did It Again en 2000, Britney Spears devient l’artiste adolescent ayant vendu le plus d'albums. Avec des ventes de plus de 1,3 million d’exemplaires la première semaine, Oops!... I Did It Again a détenu le record de l’album le plus vendu par une artiste féminine aux États-Unis pendant quinze ans. Britney Spears adopte ensuite un style plus mature et provocateur avec ses albums Britney en 2001 et In the Zone en 2003, et a joué dans le film Crossroads en 2002.
Britney Spears a été productrice exécutive de son cinquième album studio Blackout sorti en 2007, souvent considéré comme son meilleur travail. À la suite d’une série de problèmes personnels très médiatisés, la promotion de l’album est limitée et Britney Spears est placée sous tutelle. Depuis, elle a sorti les albums à grand succès, Circus en 2008 et Femme Fatale en 2011. Elle s’est lancée dans une résidence de concerts de quatre ans très lucrative, Britney: Piece of Me, au Planet Hollywood Resort & Casino de Las Vegas pour promouvoir ses deux albums Britney Jean en 2013 puis Glory en 2016. En 2019, la bataille juridique de Spears concernant sa tutelle (en) devient de plus en plus médiatisée et conduit à la création du mouvement #FreeBritney. En 2021, la tutelle prend fin à la suite de son témoignage public dans lequel elle accuse son équipe et sa famille de mauvais traitements.
Elle compte un total de 200 millions de disques vendus à travers le monde,, dont 34 millions d'albums rien qu'aux États-Unis, ce qui fait d'elle l’une des artistes musicales ayant le plus vendu dans le monde. Six de ses albums se placent à la première position au Billboard 200 et quatre de ses singles se classent numéro un au Billboard Hot 100 : ...Baby One More Time, Womanizer, 3 et Hold It Against Me. Avec 3 en 2009 et Hold It Against Me en 2011, Britney Spears est devenue la deuxième artiste après Mariah Carey dans l’histoire du Billboard Hot 100 à classer deux chansons ou plus directement à la première place. Le remix de S&M a également été en tête du classement Billboard. Ses singles Oops!... I Did It Again, Toxic et Scream & Shout ont dominé les charts dans la plupart des pays. Son titre Toxic lui a permis de remporter le Grammy Award de la meilleure chanson dance en 2004. Ses vidéos fortement chorégraphiées lui ont valu le Michael Jackson Video Vanguard Award. Elle a remporté de nombreux autres prix et récompenses, 15 Guinness World Records, six MTV Video Music Awards, sept Billboard Music Awards (dont le Millennium Award en 2016), un Radio Disney Icon Award et une étoile sur le boulevard du Hollywood Walk of Fame.
Britney Spears a été classée par Billboard comme la huitième plus grande artiste des années 2000. Elle est la quatrième artiste féminine ayant vendu le plus d’albums aux États-Unis selon Nielsen SoundScan ainsi que l’artiste féminine des années 2000 ayant vendu le plus d'albums,. Elle reçoit également deux disques de diamant pour ...Baby One More Time et Oops!... I Did It Again.
En 2004, Britney Spears lance une ligne de parfums avec Elizabeth Arden, Inc.; les ventes ont dépassé 1,5 milliard de dollars en 2012. Forbes a classé Britney Spears comme l'artiste féminine la mieux rémunérée en 2001 et 2012,. En 2012, elle est classée sixième du classement Forbes des 100 célébrités mondiales les plus influentes. La même année, elle atteint la tête du classement Yahoo! des célébrités les plus recherchées, la septième fois en douze ans. Le Time a nommé Britney Spears parmi les 100 personnalités les plus influentes au monde en 2021, tout en remportant le sondage des lecteurs en recevant le plus grand nombre de votes,.

## Biographie

### Enfance et débuts artistiques (1981-1997)
Britney Jean Spears est née le 2 décembre 1981 à McComb, dans l'État du Mississippi, aux États-Unis, d'un père ouvrier dans le bâtiment, James Parnell Spears et d'une mère ancienne institutrice, dénommée Lynne Irene Bridges. Britney Spears a un frère aîné, Bryan (né en 1977) et une sœur cadette, Jamie Lynn (née en 1991). Ses grands-parents paternels se nomment June Austin Spears et Emma Jean Forbes et ses grands-parents maternels Lillian Woolmore et Barnett O'Field Bridges. Britney Spears a des origines anglaises ainsi que maltaises, puisque sa grand mère, Lillian Portell, est née à Londres et l'un de ses arrière-arrière grand-pères était maltais. 
La famille Spears s'installe à Kentwood, en Louisiane, lorsque Britney a trois ans. Douée pour la danse et la gymnastique, elle a également des capacités en chant, si bien que sa mère l'inscrit à des cours de chant,. Elle interprète régulièrement des chansons pour la chorale de l'église baptiste de Kentwood. Alors que Britney a 8 ans, sa mère l'emmène à Atlanta pour passer une audition pour le The Mickey Mouse Club (All New Mickey Mouse Club), mais elle est recalée car elle est jugée trop jeune. Cependant, un des producteurs de l'émission la remarque et la recommande à un agent de New York. Elle passe alors ses étés suivants à New York afin de suivre des cours de danse et de comédie. En 1991, elle réussit à décrocher de petits rôles dans quelques spectacles de Broadway, notamment la pièce de théâtre Ruthless! et des publicités,. Elle participe également à l'émission Star Search. Elle remporte la première manche, mais échoue à la seconde. À 11 ans, elle se présente une nouvelle fois au casting du The Mickey Mouse Club (All New Mickey Mouse Club) et est sélectionnée. Elle anime l'émission avec entre autres Christina Aguilera, Ryan Gosling, Justin Timberlake, JC Chasez (futurs membres du groupe *NSYNC). Une fois l'émission terminée en 1994, elle retourne dans sa ville en Louisiane pour continuer ses études.
En 1997, Britney Spears fait ses débuts dans la musique avec Nikki DeLoach, une ancienne Mouseketeer (nom des membres du Mickey Mouse Club) comme la chanteuse. En juin 1997, elles forment le groupe Innosense, et la manager du groupe Lou Pearlman contacte son ami avocat du monde du divertissement Larry Rudolph. Britney quitte le groupe quelques mois plus tard. En 1998, sur les conseils de Rudolph, Britney Spears enregistre une maquette avec une chanson non utilisée de Toni Braxton qu'elle envoie à un grand nombre de maisons de disques. Trois studios la refusent en raison de la popularité grandissante des boys bands et girl groups, mais le label Jive Records prend contact avec Rudolph. Après une audition, le label Jive Records la prend sous contrat et son président Clive Calder commande un album complet. Elle part alors rejoindre les studios Cheiron à Stockholm en Suède, où la moitié de l'album est enregistrée entre mars et novembre 1998 avec entre autres les producteurs Max Martin, Denniz Pop et Rami. Max Martin deviendra au fil des années l'un des producteurs-compositeurs incontournables dans le milieu de la pop.

### ...Baby One More Time(1998-1999)
Après son retour aux États-Unis en 1999, Britney Spears se lance dans une tournée promotionnelle dans les plus grands centres commerciaux du pays, intitulée L'Oréal Hair Zone Mall Tour, afin de promouvoir son premier album. Entourée de deux danseuses, elle chantait et dansait pendant trente minutes sur quatre titres. Elle effectue également une tournée en première partie de *NSYNC. Son premier album studio, ...Baby One More Time, sort le 12 janvier 1999. L’album débute en première place du Billboard 200, et est certifié double disque de platine par la Recording Industry Association of America (RIAA) un mois après sa sortie. Par ailleurs, l’album s’installe dans les premières places des classements dans 15 pays. Alors meilleure vente d’album pour un artiste adolescent avec plus de 10 millions d’exemplaires vendus en l'espace d'un an, l’album possède des sonorités pop, voire bubblegum pop, et vise un public d’adolescents. De nombreuses ballades (Sometimes, Thinkin' About You) côtoient des chansons plus rythmées (Soda Pop, (You Drive Me) Crazy). Le titre Born to Make You Happy se démarque par ses influences pop européennes. Enfin, l’album contient une reprise du titre The Beat Goes On de Cher. L’album s’est vendu à plus de 25 millions d’exemplaires dans le monde, considéré comme la meilleure vente pour un premier album.

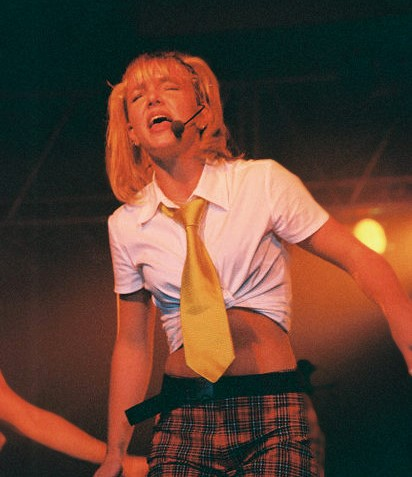
Britney Spears pendant le L'Oréal Hair Zone Mall Tour en 1999.

Son premier single ...Baby One More Time sort le 3 novembre 1998. À l’origine, Jive Records voulait que le clip soit animé ; cependant, Britney Spears rejeta l'idée et suggéra le concept final d’une écolière catholique. Le single se vend à 500 000 exemplaires le premier jour et a culminé à la première place du Billboard Hot 100 pendant deux semaines consécutives,. Le single se vend à plus de 10 millions d’exemplaires, ce qui en fait l’un des singles les plus vendus de tous les temps. Le single est ensuite nommé aux Grammy Awards dans les catégories « Révélation de l’année » et « Meilleure chanson féminine ». La chanson a également été en tête du classement britannique pendant deux semaines, et est devenue le single le plus vendu par une artiste féminine, avec plus de 460 000 exemplaires. Britney Spears est également la plus jeune artiste féminine à avoir atteint le million de ventes au Royaume-Uni. En France, le single ...Baby One More Time se classe premier des classements la cinquième semaine de sa sortie. Le titre est certifié disque de platine à la fin de l’année en France.
Britney Spears sort ensuite le titre Sometimes qui atteint la 13e place des classements musicaux français. Le troisième morceau, (You Drive Me) Crazy, est remixé pour sa sortie en single. Ce titre est plutôt populaire puisqu’il atteint la 2e place des charts en France, en Norvège, en Suède et aux Pays-Bas. Cette chanson laisse place à Born to Make You Happy puis à From the Bottom of My Broken Heart qui ne sort qu’aux États-Unis. 
Le 28 juin 1999, elle entame sa première tournée ...Baby One More Time Tour en Amérique du Nord, qui est bien accueillie par les critiques, mais suscite une certaine controverse en raison de ses tenues dites sexy. Une prolongation de la tournée, intitulée Crazy 2K, suit en mars 2000. Britney Spears ajoute des chansons de son deuxième album pour son spectacle.

### Oops!... I Did it Again(2000-2001)
Le 3 mai 2000, Britney Spears sort son second album, Oops!... I Did It Again, dans la même veine que le précédent. L’album débute en première place du Billboard 200 et se vend à 1 300 000 exemplaires la semaine de sa sortie. Britney Spears bat alors le record du plus grand nombre de disques vendus par une artiste féminine la semaine de sa sortie aux États-Unis. Il s’en écoule près de 20 millions d’exemplaires dans le monde entier, ce qui en fait l’un des albums les plus vendus,. Il contient pour la première fois une chanson écrite par la chanteuse, Dear Diary ainsi qu’une reprise du titre (I Can't Get No) Satisfaction des Rolling Stones. L'album ainsi que la chanson du même nom ont été nommés au Grammy Awards dans la catégorie, la meilleure performance vocale et la meilleure performance vocale pour une artiste Pop, respectivement.
Le premier single Oops!... I Did It Again devient l’une des chansons les plus populaires du début des années 2000 et est numéro un dans de nombreux pays tels que la Suisse, l’Australie ou les Pays-Bas. En France, il atteint la 4e place des classements musicaux. Le deuxième single, intitulé Lucky, rencontre un succès moindre, fermant la marche des ventes de single les plus vendus en France en 2000 et parvient à la 16e des classements français. Le troisième titre, Stronger, rencontre un impact faible en France et gagne la 20e position des classements. Enfin, le dernier single de l’album, Don't Let Me Be the Last to Know, est la première erreur commerciale de l’interprète ; il ne parvient pas à atteindre les cinq premières ventes de singles aux États-Unis et se positionne 27e dans les classements français. 
La même année, elle lance sa première tournée mondiale, Oops!... I Did It Again Tour qui récolte 45 millions de dollars, et édite son premier livre Britney Spears' Heart-to-Heart coécrit avec sa mère,. Le 7 septembre 2000, elle participe aux MTV Video Music Awards et interprète ses titres en dévoilant une tenue couleur chair laissant penser qu’elle est nue sur scène. En février 2001, elle reçoit deux nouvelles nominations aux Grammy Awards.

### Britney,Dream Within a Dream TouretCrossroads(2001-2002)
En janvier 2001, Britney Spears a animé la 28e cérémonie annuelle des American Music Awards et s’est produit en tant qu’invité spécial lors de la mi-temps du Super Bowl XXXV avec en tête d’affiche Aerosmith et *NSYNC. En février 2001, elle signe un contrat promotionnel de 7 à 8 millions de dollars avec Pepsi-Cola et publie un autre livre co-écrit avec sa mère, intitulé A Mother’s Gift. Son troisième album studio éponyme, Britney, sort 6 novembre 2001. Pendant sa précédente tournée, elle s’est sentie inspirée par des artistes hip-hop tels que Jay-Z et The Neptunes et voulait créer un disque avec un son plus funky. L’album fait ses débuts à la première place du Billboard 200 et atteint les cinq premières positions en Australie, au Royaume-Uni et en Europe continentale. Il se vend à plus de 10 millions d’exemplaires dans le monde entier. Il s'agit de son premier opus où certaines chansons possèdent explicitement un caractère sexuel. L’album est honoré de deux nominations aux Grammy Awards dans les catégories meilleur album pop et meilleure performance vocale pop féminine pour son single Overprotected. L'album est répertorié en 2007 comme l’un des « 100 meilleurs albums des 25 dernières années » par Entertainment Weekly. L'album s'est vendu à plus de 746 000 exemplaires la semaine de sa sortie aux États-Unis et à 10 millions d'exemplaires dans le monde à la fin de son exploitation,,.
Le premier single de l’album, I’m a Slave 4 U (en français : « Je suis une esclave pour toi ») au son très RnB et produit par le duo The Neptunes sort le 25 septembre 2001. Le clip est provocateur et sensuel, où la chanteuse mime notamment un orgasme. Elle interprète le single lors des MTV Music Awards de 2001, la performance a été acclamée par le public et la presse, de par sa chorégraphie dynamique mais aussi de l'introduction d’animaux sur scène comme le python royal qu'elle porte sur ses épaules. Le single atteint la 27e place au Billboard Hot 100 et la 8e place du classement français pendant 3 semaines consécutives.
Ensuite, elle fait paraître le single Overprotected au succès plus mitigé ; il sera tout de même classé 82e single le plus vendu en France en 2002 et parvient à la 15e place des classements en France. Le single est également sorti aux États-Unis, mais remixé, sous la dénomination Overprotected (DarkChild Remix). Le troisième single de l'album Britney, I'm Not a Girl, Not Yet a Woman écrit par Dido, sorti pour promouvoir son film Crossroads, atteint la 5e place des classements français. Le film quant à lui offre un beau succès au box office avec plus de 61 millions de dollars pour un budget de 12 millions de dollars. Le quatrième titre, Boys, est revu pour en faire un duo avec Pharrell Williams. La chanson reçoit un accueil frileux, n'arrivant qu'à la 25e place des classements français. Enfin, le cinquième single, I Love Rock 'n' Roll, reprise de la chanson des Arrows, sort dans la plupart des pays du monde tandis qu'Anticipating sort exclusivement en France. 
Pour promouvoir son album, Britney Spears lance sa tournée Dream Within a Dream Tour. La tournée est saluée par la critique pour ses innovations techniques, le final du concert était un écran d’eau pompant près de deux tonnes d’eau sur scène. La tournée a rapporté 43,7 millions de dollars, devenant la deuxième tournée la plus rentable de 2002 par une artiste féminine, derrière la tournée, The Farewell Tour, de Cher. À la fin de sa tournée Dream Within a Dream Tour, en juillet 2002, Britney annonce s'octroyer une pause de six mois mais dès octobre elle retourne en studio pour un nouvel album,. Elle est alors classée par Forbes comme la célébrité la plus puissante au monde devant Tiger Woods, et Steven Spielberg.
En juin 2002, Britney s'associe avec des investisseurs et ouvre un restaurant nommé Nyla à New York mais met un terme à sa participation en novembre.

### In the ZoneetThe Onyx Hotel Tour(2003-2004)

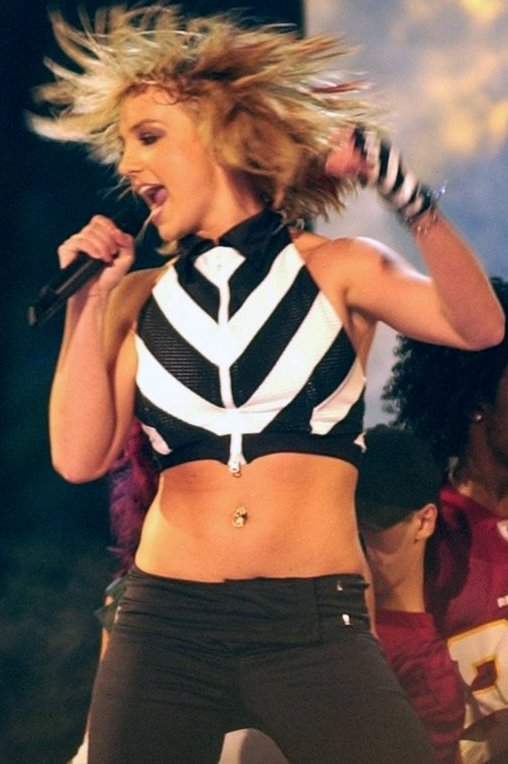
Britney Spears en concert au National Mall, Washington en 2003.

En 2003, Spears ouvre les MTV VIdeo Music Awards en compagnie de Christina Aguilera avec la chanson Like a Virgin. À la moitié de la performance, elles sont toutes deux rejointes par Madonna où un baiser est partagé.
Son quatrième album, In the Zone, sort en novembre 2003. Les sonorités se font moins pop et sont davantage axées RnB et urban. La chanteuse écrit, ou coécrit, plusieurs titres. Pour cet opus, elle collabore avec Moby et R. Kelly. Le caractère sexuel des chansons est plus prononcé, avec les titres Breathe on Me, The Hook Up ou Touch of My Hand, chanson sur la masturbation. À sa sortie, il est numéro un des ventes aux États-Unis. Il s'écoulera à plus de 7 millions d'exemplaires, et à plus de 609 000 la semaine de sa sortie aux États-Unis. Le premier single, Me Against the Music, duo avec Madonna, reçoit un accueil mitigé par les critiques. Malgré tout, la chanson parvient à se positionner en haut des classements dans plusieurs pays dans le monde. En France, il atteint la 7e place des classements. C'est avec le deuxième single Toxic que le succès est plus affirmé puisqu’il se place dans les dix meilleures ventes de single dans la plupart des pays. En France, il atteint la 3e place des ventes et reste 8 semaines dans le top 10. Ce titre remporte le Grammy Award de la meilleure chanson dance en 2004.
Britney Spears tient ensuite à sortir le titre Everytime, chanson qu'elle écrit, compose, et qui devient un succès international. Le titre atteint la 2e place des classements français durant 2 semaines consécutives. Une blessure au genou lors du tournage du clip pour Outrageous (chanson écrite par R. Kelly) en collaboration avec Snoop Dogg la force à annuler la fin de sa tournée, The Onyx Hotel Tour. Elle décide de faire une nouvelle pause après cet accident. À cette date, elle est alors l'une des chanteuses les mieux payées au monde et sa fortune est estimée par le magazine Forbes à plus de 180 millions de dollars.
En novembre 2004, Britney Spears profite de sa pause consécutive à sa blessure pour sortir son premier best of, intitulé Greatest Hits: My Prerogative. Trois inédits apparaissent sur cet album qui sortiront d'ailleurs en single : My Prerogative, Do Somethin' et I've Just Begun (Having My Fun). My Prerogative, reprise de Bobby Brown, a un succès relativement important à l'échelle internationale et atteint la 18e place des charts français. Le deuxième extrait est Do Somethin' qui ne sort pas aux États-Unis. Pour le clip, Britney s'essaye pour la première fois à la réalisation et à la chorégraphie. Le 16 novembre 2007, Louis Vuitton fait par ailleurs interdire la diffusion du clip de Do Somethin’. La toile créée par le maroquinier y est aperçue, or, celui-ci estime qu'elle porte « atteinte à la valeur économique de ses marques, et notamment à l'image de luxe qu'elle promeut et qui apparaît éloignée de l'image portée par Britney Spears. » La responsabilité de la chanteuse n'a cependant pas été retenue ; cette compilation se vend à 6 millions d'exemplaires.

### Pause musicale et télé-réalité (2005-2006)
Au printemps 2005, elle se met en scène avec son époux de l'époque, Kevin Federline, dans sa propre télé-réalité, Britney and Kevin: Chaotic. L'émission, diffusée du 17 mai 2005 au 14 juin 2005, reçoit essentiellement des réactions négatives. Elle profite toutefois du dernier épisode de sa série pour diffuser le clip de la chanson Someday (I Will Understand), où Britney Spears apparaît enceinte de son premier enfant. Dans la continuité de cette émission, le label de la chanteuse décide de sortir un album de remixes intitulé B in the Mix: The Remixes. Cet album contient un titre inédit, And Then We Kiss et plusieurs remixes de ses chansons à succès comme Toxic ou ...Baby One More Time. En 2007, elle touche plus de 8 millions de dollars de revenus.

### Blackout(2007-2008)

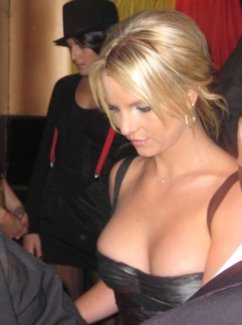
Britney Spears signant des autographes après son come-back en 2008.

Fin avril 2007, Britney Spears décide de reprendre sa carrière. Elle prévoit une mini-tournée où elle chante les succès de ses premiers albums ; elle se produit notamment à San Diego, à Las Vegas et à Miami. La tournée intitulée The M+M's est organisée par The House of Blues, à l'exception du spectacle à Miami mis sur pied par le club Mansion.
Après quatre ans sans album studio, Jive Records annonce la sortie d'un nouvel opus pour le 13 novembre 2007, intitulé Blackout. La maison de disques avance cependant la date de sortie au 30 octobre 2007 à cause des téléchargements illégaux des chansons de l'album. Tout comme aux États-Unis, Blackout atteint la 2e place des albums les plus vendus la semaine de sa sortie en France. Pour la première fois, un album de Britney Spears ne se classe pas à la première place du Billboard Hot 100 la semaine de sa parution aux États-Unis. Il se vend à 290 000 exemplaires lors de sa première semaine d'exploitation aux États-Unis, dont 124 000 exemplaires le jour de sa sortie. L'accueil de ce nouvel opus par la presse spécialisée est plutôt chaleureux. Les Inrocks qualifie Blackout d'« inspiré » et de « qualité ». Libération salue la production « haute joaillerie » et souligne « l’exceptionnel potentiel sexuel de sa voix et de ses effets ». Le New York Daily News tempère toutefois en soulignant que « si une poupée gonflable pouvait chanter, voilà sans doute le son qu'elle produirait ». Pour la première fois, l'album ne contient qu'une seule ballade (Why Should I Be Sad), le reste de l'album étant plutôt dans un registre pop, dance et electro avec des influences R'n'B et hip-hop. Il contient également deux titres biographiques, Piece of Me et Why Should I Be Sad, ainsi qu'une chanson aux influences espagnoles, Ooh Ooh Baby. À la fin de son exploitation, les ventes de Blackout sont estimées à un peu plus de 2,5 millions d'exemplaires au niveau mondial. En France, l'album est un semi-échec commercial. Il a connu une mise en place d'au moins 75 000 exemplaires et a donc été certifié disque d'or. Entre sa première apparition dans les classements français le 3 novembre 2007 et le 1er décembre 2007, Blackout chute de 72 places.
Le 30 août 2007, le premier extrait de l'album est diffusé à la radio et sur Internet. Il se nomme Gimme More, une pièce produite par Nate « Danja » Hills, le bras droit de Timbaland. Le titre décroche une troisième place au Billboard Hot 100. En France, il atteint la 5e place des charts au mois de novembre de la même année. Le 9 septembre 2007 à Las Vegas, Britney Spears interprète ce titre en ouverture des MTV Video Music Awards 2007. Annoncée comme une étape décisive de son grand retour, cette apparition s'avère catastrophique pour bon nombre de critiques, qui lui reprochent une piètre chorégraphie et un playback mal maîtrisé. Il s'agit ici de sa seule représentation pour promouvoir son album. Piece of Me est le deuxième single issu de l'album. Il sort le 11 janvier dans la plupart des pays du monde, sauf en France. La chanson fait l'objet de critiques élogieuses et est souvent classée parmi les meilleures chansons sorties en 2007. Le titre remporte les catégories « Clip de l'année » aux MTV Video Music Awards 2008, ainsi que le « Meilleur clip pop », et le « Meilleur clip pour un artiste féminine ». Break the Ice est le troisième single de Blackout ; le clip du morceau est un anime japonais. Ce titre obtient un succès plutôt mitigé. Enfin, Radar était destiné à être le quatrième single de Blackout mais sa sortie est finalement annulée.
La promotion de l'album est toutefois perturbée par les différents épisodes dépressifs de Britney Spears, très médiatisés et suivis en temps réel via les paparazzis et les médias en ligne, ainsi que la bataille juridique pour la garde de ses enfants. Ainsi elle se rase la tête en février 2007, est internée en hôpital psychiatrique plusieurs fois en 2007 et 2008,.

### CircusetThe Circus Starring: Britney Spears(2008-2010)
Circus, sixième album studio de Britney Spears sort le 2 décembre 2008, jour du 27e anniversaire de la chanteuse. L'album est un grand succès commercial et fait ses débuts à la première place des classements canadiens et américains, tout en atteignant le top 10 de nombreux pays dont la France, où il se classe 3e. Aux États-Unis, Britney Spears devient la plus jeune artiste féminine à avoir cinq albums démarrant à la première place, elle gagne ainsi une place dans le Livre Guinness des records. Elle est également la seule artiste de l'ère Soundscan à avoir quatre albums débutant avec au moins 500 000 exemplaires vendus. Circus est devenu l'un des albums les plus vendus de l'année en s'écoulant à environ 4 millions d'exemplaires à travers le monde.

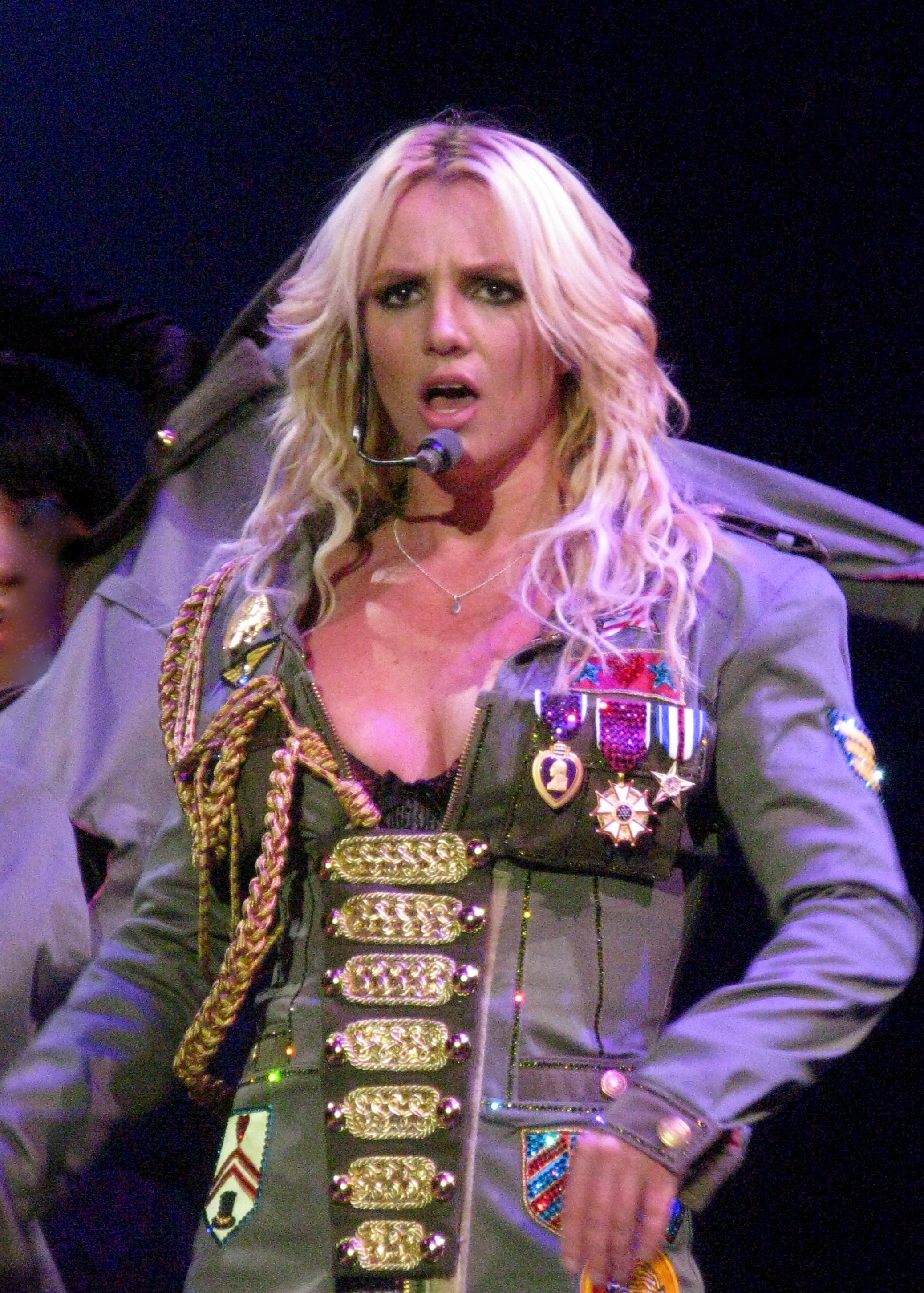
Britney Spears lors de sa tournée, The Circus Starring: Britney Spears.

Le premier single de l'album, Womanizer, a connu un énorme succès et est devenu le premier numéro un de Britney Spears au Billboard Hot 100 depuis ...Baby One More Time. Le single atteint également le sommet des classements en Belgique, au Canada, au Danemark, la Finlande et également France, durant cinq semaines consécutives. Womanizer est nommé pour un Grammy Awards dans la catégorie « Meilleure musique dance ». Circus est le second extrait de l'album éponyme ; il rencontre un succès moyen en Europe, se classant notamment 17e en Autriche, 15e en Finlande, ou encore 19e des ventes digitales en France, mais fonctionne très bien aux États-Unis où il s'est classé 3e. If U Seek Amy, est choisi comme troisième single et connut un succès dans la continuité des précédents extraits de l'album, le morceau atteint notamment le top 20 en Australie, au Canada, aux États-Unis, ainsi qu'en France. Enfin, Radar clôt l'exploitation de l'album, le titre figurait déjà sur le précédent opus de Britney Spears, Blackout et n'atteint pas les classements internationaux, parvenant à se classer 88e aux États-Unis, 44e en France, ou encore 46e au Royaume-Uni. Britney Spears lance une tournée mondiale, The Circus Starring: Britney Spears, en mars 2009. Avec un revenu brut de 131,8 millions de dollars, la tournée est la cinquième des tournées les plus lucratives de l'année 2009.
En novembre 2009 paraît The Singles Collection, second best of de la chanteuse afin de célébrer ses dix ans de carrière. Un single est extrait de l'opus, 3, qui devient le troisième single numéro un de Britney Spears aux États-Unis, tout juste un an après Womanizer et 10 ans après ...Baby One More Time. En passant de la 38e place à la 1re place en une semaine, le single réalise la meilleure progression dans les charts américains en trois ans.

### Femme FataleetX Factor(2011-2012)

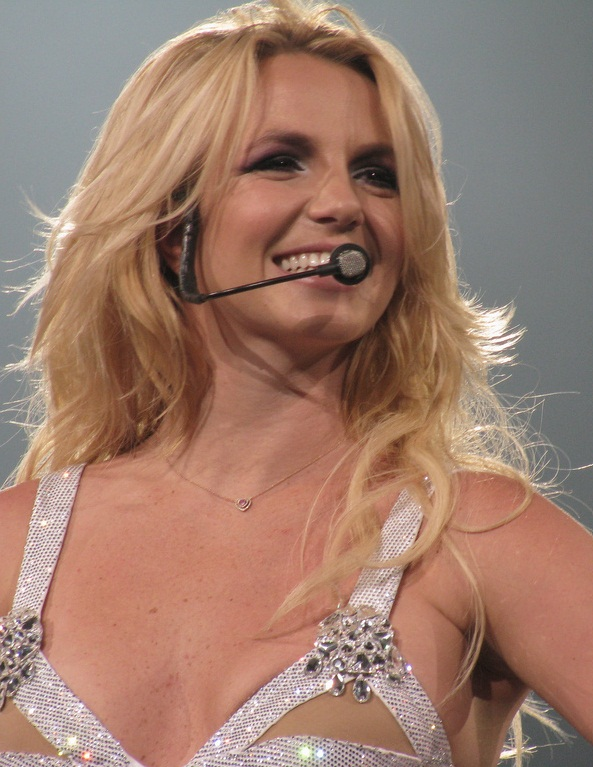
Britney Spears, lors du Femme Fatale Tour en 2011.

En mars 2011, Britney Spears fait paraître son septième album studio, Femme Fatale. L'opus atteint la première place aux États-Unis, au Canada et en Australie, et culmine dans le top 10 de nombreux autres pays, dont la France où il se classe 4e. Avec Femme Fatale, Britney Spears classe six de ses sept albums studio à la première place aux États-Unis, rejoignant ainsi Janet Jackson et Mariah Carey au rang des artistes ayant placé le plus d'albums en tête des ventes dans le pays. L'album se vend à 1,7 million d'exemplaires dans le monde, et est, entre autres, certifié disque de platine aux États-Unis ainsi qu'au Canada, et disque d'or au Royaume-Uni, en France, en République tchèque, et au Mexique. Le premier single issu de l'opus, intitulé Hold It Against Me, démarre à la première place du Billboard Hot 100, devenant le quatrième numéro un de Britney Spears aux États-Unis, et faisant d'elle la deuxième artiste de l'histoire, après Mariah Carey, à avoir deux singles consécutifs démarrant au numéro un. Le deuxième single, Till the World Ends, est aussi une réussite commerciale et se hisse notamment à la 3e place du Billboard Hot 100, tandis que le troisième single rencontre également un beau succès puisque I Wanna Go atteint la 7e place du Billboard Hot 100 aux États-Unis et la 5e place des ventes en France en restant 9 semaines dans le top 10. Femme Fatale devient le premier album de Britney Spears duquel sont issues trois chansons atteignant le top 10 du Billboard Hot 100. Le quatrième et dernier single de l'album, Criminal, est publié en septembre 2011. La vidéo tournée pour la chanson suscite une controverse alors que des politiciens britanniques critiquent Britney Spears pour l'utilisation de fausses armes à feu lors du tournage de la vidéo dans un quartier de Londres qui avait été durement touché par des émeutes au Royaume-Uni en 2011. Son management répond brièvement à ses critiques, en déclarant : « La vidéo est une histoire fictive mettant en scène le petit ami de Britney, Jason Trawick, qui joue littéralement les paroles d'une chanson écrite trois ans avant que les émeutes interviennent. » En avril 2011, Britney Spears collabore avec Rihanna pour un remix de la chanson S&M. Le titre atteint la pole position des classements américains, et devient son cinquième numéro un au Billboard Hot 100.
En juin 2011, Britney Spears lance une série de concerts, le Femme Fatale Tour. La tournée est positivement accueillie de la part de nombreuses critiques, notamment du fait que Britney Spears ait davantage chanté en direct lors des concerts, ceci en réponse aux accusations de playback lors de sa précédente tournée, et que les chorégraphies étaient parmi les meilleures de la chanteuse depuis des années. Les dix premières dates de la tournée ont rapporté 6,2 millions de dollars, ce qui a placé le Femme Fatale Tour à la 55e place du top 100 des tournées nord-américaines à la mi-2011. La tournée s'acheve le 10 décembre 2011 à Porto Rico, après 79 représentations. Le DVD du Femme Fatale Tour est publié en novembre 2011. En août 2011, Britney Spears reçoit le MTV Video Vanguard Award lors des MTV Video Music Awards. Le mois suivant, la chanteuse publie son deuxième album de remixes, B in the Mix: The Remixes Vol. 2. En mai 2012, Britney Spears devient l'un des nouveaux jurés de la deuxième saison du télé-crochet The X Factor aux États-Unis, décrochant un contrat de 15 millions de dollars. Cette même année, elle a collaboré avec will.i.am sur la chanson Scream & Shout, single extrait de l'album #willpower. La chanson rencontre un large succès à travers le monde, se classant à la première place dans de nombreux pays dont la France et le Royaume-Uni où le single est devenu son 6e numéro un. En décembre 2012, le magazine Forbes nomme Britney Spears l'artiste féminine la mieux payée de 2012, avec des revenus estimés à 58 millions $.

### Britney JeanetBritney: Piece of Me(2013-2015)

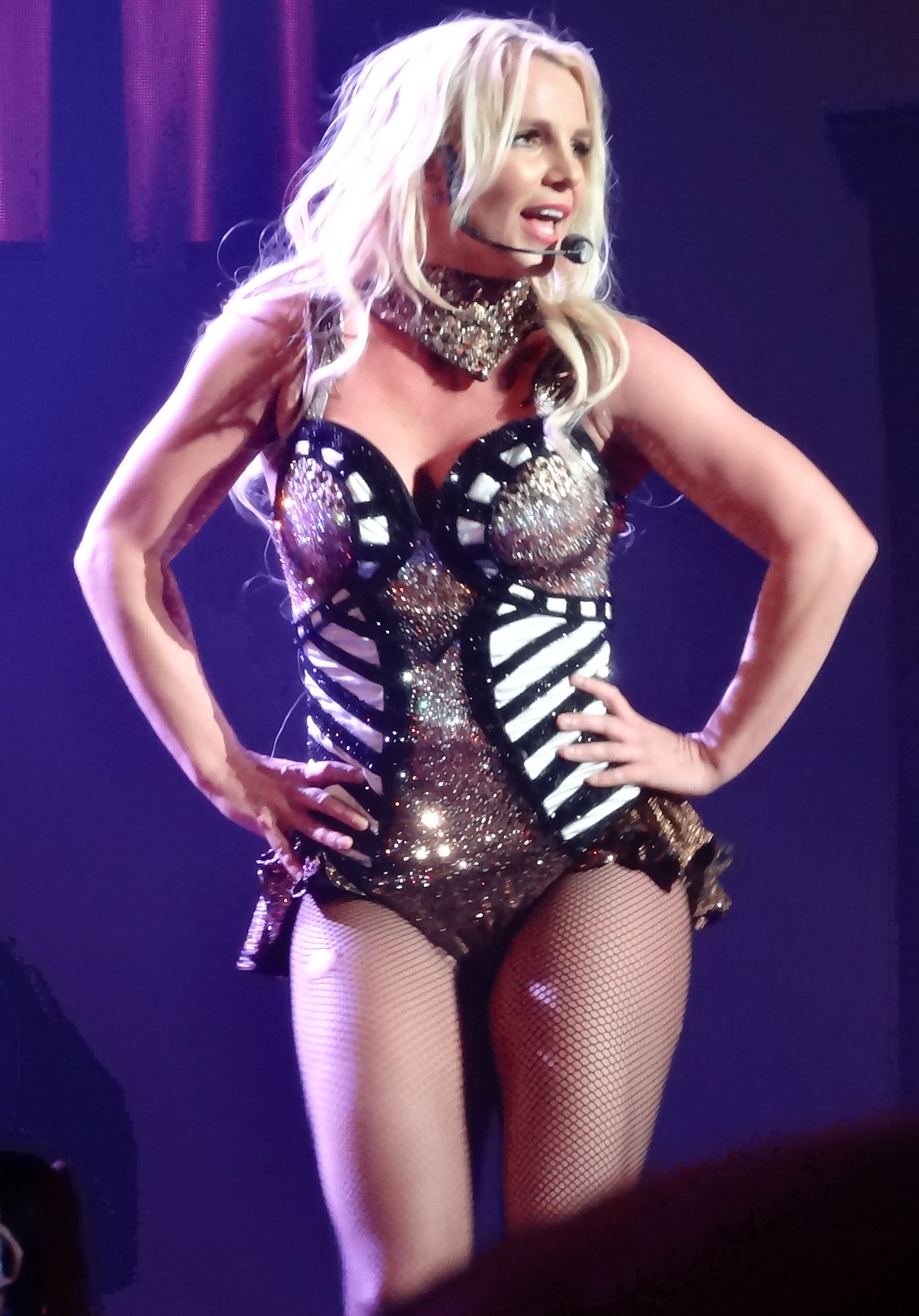
Britney Spears à Las Vegas.

Britney Spears commence à travailler à la réalisation de son huitième album studio en décembre 2012. Il est confirmé que will.i.am serait le producteur exécutif de l'album. Le 17 septembre 2013, elle fait une apparition dans l'émission Good Morning America pour annoncer une résidence de deux ans au Planet Hollywood Resort and Casino à Las Vegas. La série de concerts, intitulée Britney: Piece of Me, débute le 27 décembre 2013, et comptera au total 100 représentations entre 2014 et 2015. La chanteuse annonce également que son huitième album, Britney Jean, sortira le 3 décembre 2013 aux États-Unis. Britney Jean est le dernier projet prévu par le contrat de Spears avec son label RCA, qui prévoyait la sortie de huit albums studios. L'album reçoit une promotion minimale, notamment du fait d'obligations contractuelles liées à la résidence à Las Vegas de Spears. À sa sortie, Britney Jean débute à la quatrième position du Billboard 200 aux États-Unis avec 107 000 exemplaires vendues, signant le pire démarrage de la carrière de la chanteuse dans le pays. L'album débute à la 34e place au Royaume-Uni, et à la 22e place en France. Au total, il ne s'écoule qu'à 600 000 copies.
Le premier single de l'album, Work Bitch, sort le 16 septembre 2013, avec un jour d'avance à la suite d'une fuite sur Internet. Il se classe à la 12e place du Billboard Hot 100 aux États-Unis, et atteint notamment le top 10 de plusieurs pays, dont le Royaume-Uni et la France où il décroche la 6e position. La chanson Perfume, deuxième single de Britney Jean, est dévoilée le 3 novembre 2013. Le titre se classe 72e aux États-Unis et 34e en France. Durant la production de Britney Jean, Britney Spears enregistre la chanson Ooh La La pour la bande originale des Schtroumpfs 2. Spears participe également au titre SMS (Bangerz) de la chanteuse Miley Cyrus, présent sur le quatrième album studio de cette dernière, Bangerz, sorti au mois d'octobre 2013. Le 8 janvier 2014, Britney Spears remporte le prix Favorite Pop Artist lors de la quarantième cérémonie des People's Choice Awards.
En 2015, Britney Spears renouvelle son contrat avec sa maison de disques, RCA Records, et commence à travailler sur son neuvième album studio. Un morceau inédit, Pretty Girls, en duo avec la rappeuse australienne Iggy Azalea, sort le 4 mai 2015. La chanson connaît un succès modéré dans les classements mondiaux, atteignant le Top 20 au Royaume-Uni et au Canada, ainsi que le top 30 aux États-Unis, en France et en Australie. Outre ce nouveau single, elle enregistre une reprise de la chanson Tom's Diner de Suzanne Vega, en collaboration avec Giorgio Moroder. Le titre paraît sur l‘album Déjà Vu du producteur italien.
Durant l'année 2015, Britney apparaît à de très nombreuses cérémonies, dont les ESPY Awards et les MTV Video Music Awards, où elle remet plusieurs prix. Lors des Billboard Music Awards, Britney et Iggy Azalea interprètent leur titre Pretty Girls. De plus, Britney reçoit le prix de l'icône ayant le meilleur style vestimentaire pour les adolescents américains lors des Teen Choice Awards.

### GloryetPiece of Me Tour(2016-2018)
Le 9 septembre 2015, Britney Spears déclare lors d'un concert la prolongation de sa résidence à Las Vegas jusqu'en 2017.
En début d'année 2016, durant une interview pour Larry Rudolph, annonce que le futur album de la superstar est terminé à 80 % et qu'il sera dans la même veine que The Weeknd. Il annonce aussi qu'elle partira peut-être pour des mini-tournées dans le monde. Elle annonce mi-février 2016 que l'album sera achevé dans les trois prochaines semaines et qu'il sortira « très bientôt ». V magazine annonce que l'album sortira au printemps 2016, Britney Spears fait pour la même occasion la couverture du centième numéro du magazine.
Le Las Vegas Sun révèle le 11 avril 2016 que Make Me... est le nom du premier single du neuvième album de la chanteuse. Il sortira en mai et sera suivi par l'album en juin. Le single sera ajouté au Britney: Piece of Me en juin. Cependant, la délibération du single a été retardée en raison de difficultés techniques avec la production, Joe Riccitelli, de RCA records indique une sortie estivale qui est en cours de planification. En mai 2016, Britney Spears a lancé une application de jeu de rôle intitulé Britney Spears: American Dream. L'application, créée par Glu Mobile, a été mis à disposition pour IOS et Google Play. Le 22 mai 2016, Britney Spears a effectué un grand retour avec le succès d'un medley aux Billboard Music Awards 2016,. Outre sa performance, elle a été honorée avec le Millennium Award Billboard pour l'ensemble de sa carrière.

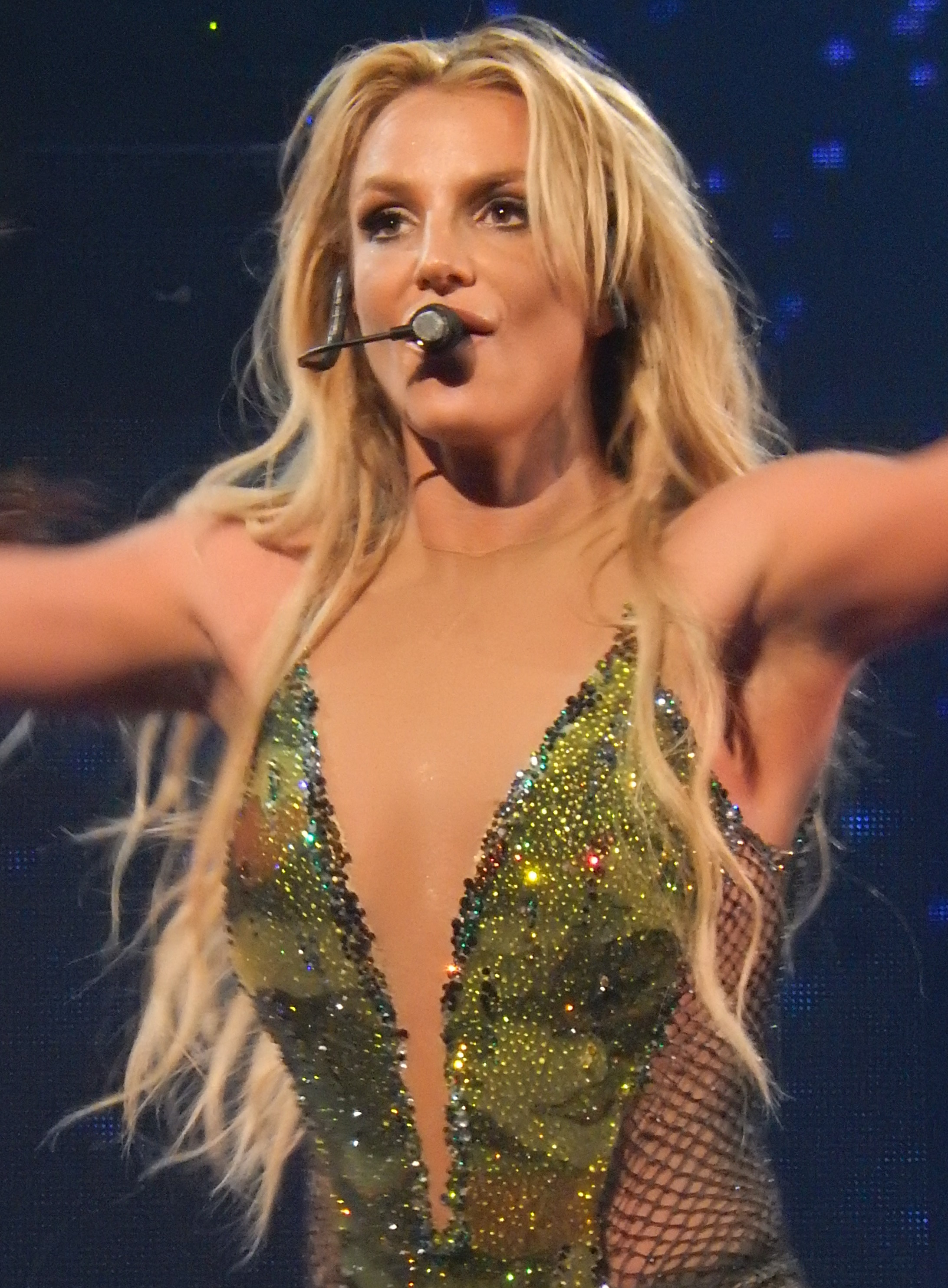
Britney Spears au festival Apple Music, à Londres, en septembre 2016.

Le 6 juillet 2016, la chanson Hands est mise en vente. Cette chanson, à laquelle participe Britney Spears, est créée en mémoire de la fusillade du 12 juin 2016 à Orlando. La chanson a été écrite par Julia Michaels et Justin Tranter et produite par Mark Ronson et, outre Britney Spears, des artistes comme Jennifer Lopez, Gwen Stefani, Jason Derulo, Meghan Trainor, Juanes, Pink, Mary J. Blige, Selena Gomez collaborent sur le titre. Make Me, son single en collaboration avec G-Eazy, est mis en vente le 14 juillet 2016. La chanson arrive à la 17e place au classement américain, Billboard Hot 100 et 11e en France. Toutefois, elle arrive en 1re place au classement Dance Club Songs aux États-Unis. Son nouvel album, Glory, sort le 26 août 2016 et atteint la première place dans plusieurs pays dont l'Italie ou encore la Corée du Sud. L'album se classe deuxième au Royaume-Uni, troisième aux États-Unis, et sixième en France. Britney Spears fait deux apparitions très remarquées, au Carpool Karaoké puis aux VMAs 2016 le 28 août 2016. Le 16 novembre sort le second single de l'album, Slumber Party avec Tinashe qui atteint la 86e place aux États-Unis et 120e au classement français. En novembre 2016, lors d'une interview accordée à Las Vegas Blog, elle a confirmé qu'elle avait déjà commencé à travailler sur son prochain album. En janvier 2017, elle a reçu quatre victoires sur quatre nominations aux 43e cérémonie des People's Choice Awards, y compris l'artiste Pop favorite, l'artiste féminine, la célébrité médias sociaux, ainsi que la collaboration comique pour le sketch avec Ellen DeGeneres pour The Ellen DeGeneres Show.
En mars 2017, Britney Spears a annoncé que sa résidence serait effectuée à l'étranger comme une tournée mondiale sous le nom de Britney: Live in Concert. Elle se rend dans une dizaine de pays du continent asiatique comme le Japon, les Philippines ou encore Israël. C'est également la première fois qu'elle joue à Taïwan, en Thaïlande, en Chine, et à Singapour notamment. En avril 2017, le Parti travailliste israélien a annoncé qu'il allait reporter d'un jour la date de son élection primaire en juillet pour éviter un télescopage avec le concert de Spears à Tel Aviv. Larry Rudolph a également annoncé que la résidence ne serait pas prolongée et donc prendrait fin le 31 décembre 2017. Le même mois, il est révélé que Britney Spears devait participer à la chanson Hey Ma de Fast and Furious 8 avec Pitbull et Romeo Santos, mais a cédé sa place à Camila Cabello.
Le 29 avril 2017, Spears est devenu la première récipiendaire du Prix Icon Award lors des Radio Disney Music Awards. Le 4 novembre 2017, Spears a inauguré l'ouverture de son hôpital à Las Vegas: Nevada Childhood Cancer Foundation Britney Spears Campus pour les enfants atteints du cancer. Plus tard dans le mois, Forbes a annoncé que Britney Spears était la huitième artiste féminine gagnant le plus, engrangeant 34 millions de dollars en 2017. Le 22 décembre 2017, Spears communique que son dernier concert à Las Vegas est retransmis le soir du 31 décembre sur ABC avec l'émission Dick Clark's New Year's Rockin' Eve et par la même occasion, dévoile une date de concert au Danemark pour le 8 août 2018[source insuffisante]. Le 23 janvier 2018, Spears a annoncé des dates supplémentaires pour l'Amérique du Nord, l'Europe et le Royaume-Uni.
En janvier 2018, Britney Spears annonce son vingt-quatrième parfum et par la même occasion reçoit un prix pour le parfum de l'année grâce à son Fantasy in Bloom sorti en janvier 2017. Elle est également récompensée par le GLAAD Vanguard Award pour son soutien à la communauté LGBT. Le 20 mars 2018, il est révélé que Britney Spears est la nouvelle égérie de la luxueuse marque de vêtements française Kenzo. Ensemble, ils reprennent des classiques de la marque, comme le thème de la jungle pour leur nouvelle campagne : La Collection Memento No2.
Le 21 octobre 2018, elle conclut sa tournée internationale, Piece of Me Tour, à Austin lors du Grand Prix automobile des États-Unis.

### Litige concernant la tutelle et mouvement#FreeBritney(2019-2021)
Britney Spears a annoncé sa seconde résidence le 18 octobre 2018, au Toshiba Plaza du T-Mobile Arena. La résidence devait débuter le 13 février 2019 avec un contrat d'une durée de deux ans et 507 000 dollars par spectacle. Elle travaille parallèlement sur de nouveaux morceaux, dont une collaboration avec Pitbull et Marc Anthony.
Le 4 janvier 2019, Britney annonce le report de sa résidence Britney: Domination et une pause indéfinie pour être au plus près de son père qui est tombé gravement malade, une rupture du côlon presque fatale[source insuffisante].
Selon des documents judiciaires récupérés par The Blast, le co-tuteur de Britney Spears, Andrew Wallet, a démissionné après plus de dix ans de collaboration, en mars 2019. Dans sa lettre de démission, Wallet dénonce « un préjudice grave, un préjudice irréparable et un danger immédiat pour la personne sous tutelle et son patrimoine ». Plus tard, en mars 2019, il est signalé que Spears était admise dans un établissement psychiatrique pour se concentrer sur ses soins personnels en raison du stress causé par la maladie de son père.
Cependant, le 12 avril 2019, un ancien membre de l'équipe juridique de l'interprète déclare qu'elle est dans un établissement de santé mentale depuis janvier contre son gré, et que son internement a été ordonné par son père, James Spears, après qu'elle a abandonné son traitement contre ses troubles bipolaires. La source a ensuite affirmé que James Spears avait d'abord menacé Britney Spears d'annuler sa résidence à Las Vegas si elle ne prenait pas ses médicaments, mais aussi parce qu'elle a conduit seule avec son petit ami (alors que le régime de tutelle le lui interdit). Voyant le manque de réaction de Britney Spears, il aurait alors fait en sorte de la faire interner. La source anonyme indique en détail que la tutelle administrative était censée prendre fin après la tournée The Circus Starring: Britney Spears, en 2009. La source déclare : « L'idée était : allez en tournée, montrez-nous que vous êtes stable et que cette tutelle vous aidera à recouvrer vos droits de garde ». Elle s’interroge ensuite sur la nature du mandat de tutelle en cours, étalé sur onze ans, en déclarant : « […] les mandats d'une tutelle portent sur des problèmes sérieux : ils sont généralement réservés aux personnes âgées qui ne peuvent ni s’occuper d’eux ni de leurs finances, les personnes qui ont été gravement blessées ou affaiblies dans un accident, ou les adultes avec une déficience intellectuelle. Depuis 2009, Britney Spears a enregistré, publié et promu de nombreux albums. Donc elle ne correspond à aucune de ces qualifications (que nous connaissons publiquement), et depuis au moins un an, elle aurait des discussions avec son père et des professionnels de la santé pour mettre fin à sa tutelle ». Les médias sociaux ont ensuite réagi aux soupçons d'abus de pouvoir et de violation des droits humains. Britney Spears a enduré la tutelle de son père et la mauvaise gestion de Lou Taylor, qui est entrée dans sa vie après la grossesse de sa sœur et a convaincu son père d'instaurer la tutelle. Plusieurs sources dévoilent que Lou Taylor se servait dans les finances de Britney Spears pour financer une église anti-LGBT et la décrivent comme quelqu'un utilisant la peur pour promouvoir ses points de vue religieux.
The Blast a publié un article exclusif dans lequel les conseillers de Britney Spears déclaraient craindre pour sa vie si elle ne faisait rien pour se soigner, et affirmaient que la vie de la chanteuse était « hors de contrôle ». Jamie Spears estimait qu'il valait mieux l'interner dans l'établissement pour résoudre ses problèmes et inventer une histoire mettant en cause la santé de son père.
Britney Spears publie, le 24 avril, une vidéo sur Instagram dans laquelle elle rassure ses fans et qu'elle « a juste besoin de temps pour elle ». Elle évoque également les rumeurs entourant son internement. La chanteuse accuse également son ancien manager, Sam Lufti, d'avoir diffusé de fausses nouvelles. Face à ces nouvelles, les fans de Britney Spears se sont très rapidement inquiétés, lançant le mouvement #FreeBritney sur les réseaux sociaux pour demander sa libération, estimant qu'elle aurait été internée contre son gré. D'autres personnalités, dont Miley Cyrus, Will I Am, David LaChapelle, Paris Hilton, Cher, Jeffree Star, Shane Dawson, Trisha Paytas, Mario Lopez, Kim Petras, Eve, Sharon Osbourne, The View, Rose McGowan, Heidi Montag, Courtney Love et Marina Diamandis s'inquiètent également pour l'artiste,,,,. De plus, sa mère Lynne Spears semble très engagée pour protéger sa fille. En effet, toujours selon TMZ, Lynne Spears estime que le traitement donné à la chanteuse ne convient pas à son état de santé, le jugeant trop lourd. C’est ainsi que Jamie Spears affronte son ex-femme au tribunal de Los Angeles le vendredi 10 mai selon le site TMZ pour connaître les détails du dossier médical de leur fille. Britney Spears assiste à l'audience avec sa mère. Après l'audience, une enquête est demandée sur les tuteurs de Britney Spears. Selon TMZ, elle aurait déclaré devant le tribunal qu'elle avait été incarcérée de force dans un établissement de santé mentale.
Le 3 septembre 2019, The Blast rapporte que Jamie Spears, le père et tuteur de Britney Spears, aurait violenté son petit-fils de treize ans, Sean Preston, et que Kevin Federline, le père de l'enfant, a déposé plainte le 25 août. L’incident a déclenché une enquête sur la maltraitance des enfants. Britney a ensuite renvoyé ses fils chez leur père, bien que ce fût son temps de garde alternée. Les deux fils de Britney Spears ont depuis obtenu une ordonnance restrictive de trois ans contre leur grand-père.
Le 29 mai 2020, Britney Spears sort un single exclusif de son album Glory, Mood Ring (By Demand), sur les plateformes de streaming et de téléchargement du monde entier. L'engouement de la fanbase de Spears face à cet inédit est tel que celui-ci détrône temporairement des charts Chromatica de Lady Gaga en offrant à Britney Spears un nouveau numéro 1 sur iTunes US, iTunes France, iTunes Royaume-Uni et iTunes Australia. Les fans de Spears lui permettent donc de décrocher un hit no 1 sur quatre décennies consécutives.
Le 17 août 2020, Britney demande à la justice de retirer son père de l'accord de curatelle, afin de le remplacer par Jodi Montgomery, une tutrice professionnelle qui accompagne la star depuis septembre 2019.
La justice prolonge la tutelle jusqu'au 1er février 2021, ne prenant pas en compte les demandes écrites. L'avocat de Britney doit faire une nouvelle requête avant mi-septembre pour une nouvelle audience qui devait se tenir le 14 octobre 2020. De nouveaux documents ont été déposés par Britney via ses avocats, s'opposant à la décision de Jamie Spears de sceller le dossier alors qu'il n'y a plus aucun impératif médical ou sujet sensible lié à ses enfants qui nécessiterait que l'affaire soit maintenue secrète.
Pour la première fois, elle déclare aussi reconnaître la pertinence du mouvement #FreeBritney,. Lors de l'audience du 14 décembre 2020, le juge s'est intéressé à la gestion du patrimoine de Britney Spears et a vérifié si Jamie a mal assumé ses responsabilités financières ou non de quelque manière que ce soit. Par ailleurs, Lynn Spears est entièrement d'accord avec la décision de sa fille, ce à quoi s'oppose totalement Jamie Spears, dénonçant des « fausses déclarations ». Samuel Ingham III, l'avocat de Britney, dépose une candidature afin d'être le tuteur. Le juge a approuvé une des demandes de Britney en désignant le Bessemer Trust Company en tant que co-tuteur. Alors que la tutelle devait être prolongée jusqu'au 1er février 2021, elle est de nouveau reportée jusqu'au 3 septembre 2021. En 2021, Britney demande la levée de sa tutelle devant la justice et obtient une audience mercredi 23 juin devant un tribunal afin de s'adresser directement à la juge chargée de son dossier. Le 26 juillet 2021, son avocat a déposé une requête demandant à remplacer Jamie Spears par Jason Rubin comme tuteur. Le 12 août 2021, le père de Britney Spears indique à la justice accepter de céder sa place de tuteur.
Le 28 septembre 2021, Netflix dévoile un documentaire, réalisé par Erin Lee Carr et la journaliste pigiste Jenny Eliscu, basé sur le mouvement #FreeBritney. Cet énième documentaire propose à ses spectateurs des éléments inédits et confidentiels concernant l'affaire, et décrit la manipulation de Britney par son propre père. Les deux enquêtrices se sont focalisées sur le diagnostic d'un médecin qui pensait que Britney souffrait de "démence". Pour simplement pouvoir aller au restaurant, la chanteuse devait attendre une vingtaine de minutes, l'autorisation de son père. Les réalisatrices ont interrogé des proches de Britney, notamment Sam Lufti, ex petit-ami de la chanteuse. Un message vocal de Britney adressé à son avocat en 2009 est également entendu dans le documentaire. Après avoir vécu comme « morte » selon les mots de Britney, pendant l'été 2021, il est clair que la chanteuse a tout mis en œuvre afin de retrouver sa liberté. Britney s'est exprimée devant la cour de justice et déclare que son père ainsi que certaines personnes impliquées dans l'exécution de la tutelle devraient être en prison pour ce qu'ils lui ont fait,,.
Le 29 septembre 2021, un tribunal de Los Angeles décide finalement de supprimer la tutelle paternelle avec effet immédiat. La décision n'étant pas susceptible d'appel, Jamie Spears n'est plus autorisé à gérer la vie privée de sa fille et doit transférer la gestion financière à un expert-comptable dans les meilleurs délais. La fin officielle de la tutelle de Britney Spears et les conditions financières seront prononcées lors de prochaines audiences prévues en novembre et décembre,. Son avocat Mathew Rosengart (en) l'a annoncé publiquement en ajoutant que des micros ont été trouvés dans la chambre et sous le lit de Britney Spears. Il précise que lui et son cabinet d'avocats feront toute la lumière sur les conditions de tutelle de la chanteuse et que chaque personne impliquée devra répondre de ses actes.
Le 19 octobre 2021, Jamie Spears a déclaré au tribunal de Los Angeles avoir recruté l'avocat Alex Weingarten afin d'assurer sa défense. Il vient remplacer sa précédente avocate Vivian Thoreen.
Le 12 novembre 2021, une foule de fans est venue apporter son soutien à la chanteuse devant le tribunal de Los Angeles pour que la juge Brenda Penny statue sur la levée de sa tutelle. Ce même jour, la justice américaine libère Britney Spears après treize années de tutelle. Un comptable continuera à superviser la gestion de ses biens, estimés à quelque 60 millions de dollars. La chanteuse n'a tout de même pas manqué d'exprimer publiquement sa joie sur ses réseaux sociaux et compte faire une interview avec la célèbre Oprah Winfrey pour dénoncer les mauvais traitements de sa famille durant toutes ces années.

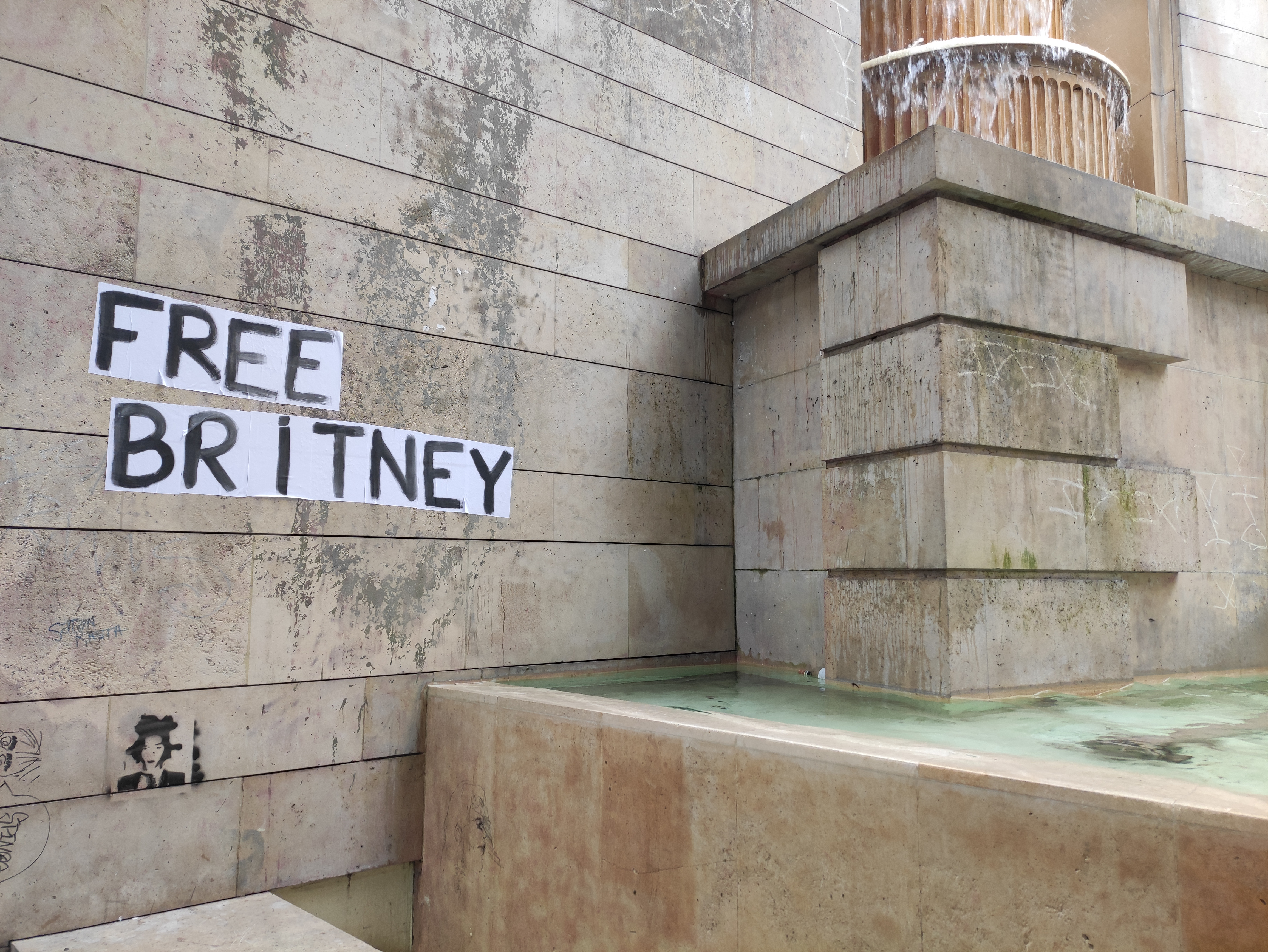
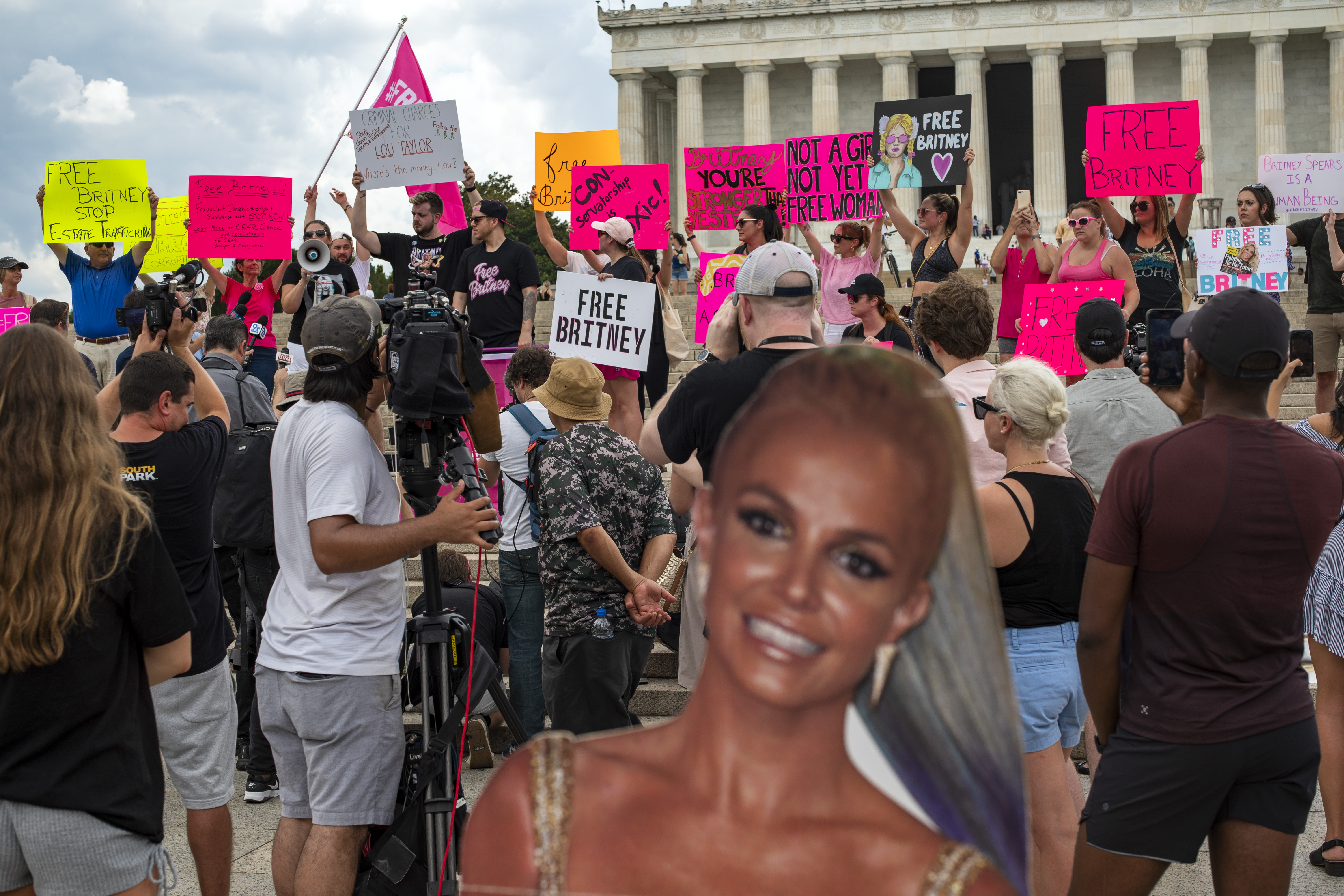

### Retour à la musique et mémoires (2022-...)
Le 26 août 2022, Britney Spears et le musicien anglais Elton John sortent Hold Me Closer, un remix du single, Tiny Dancer, de John sorti en 1972. Par la suite dans un post Instagram, la chanteuse annonce son souhait de ne plus jamais se produire sur scène. Le 21 juillet 2023, Britney Spears apparaît sur la chanson Mind Your Business de will.i.am.
Le 24 octobre 2023 sort son autobiographie intitulée La femme en moi dans laquelle elle explique avoir été abusée psychologiquement par sa famille, en particulier son père qui a été son tuteur légal pendant 13 ans, ainsi que par Justin Timberlake et de nombreux médias. Il est rapporté que Britney Spears a signé un contrat de 15 millions de dollars pour publier ses mémoires. Forbes qualifie l'accord comme « l’un des plus gros contrats de publication de tous les temps ». 

## Activités parallèles

### Carrière télévisuelle

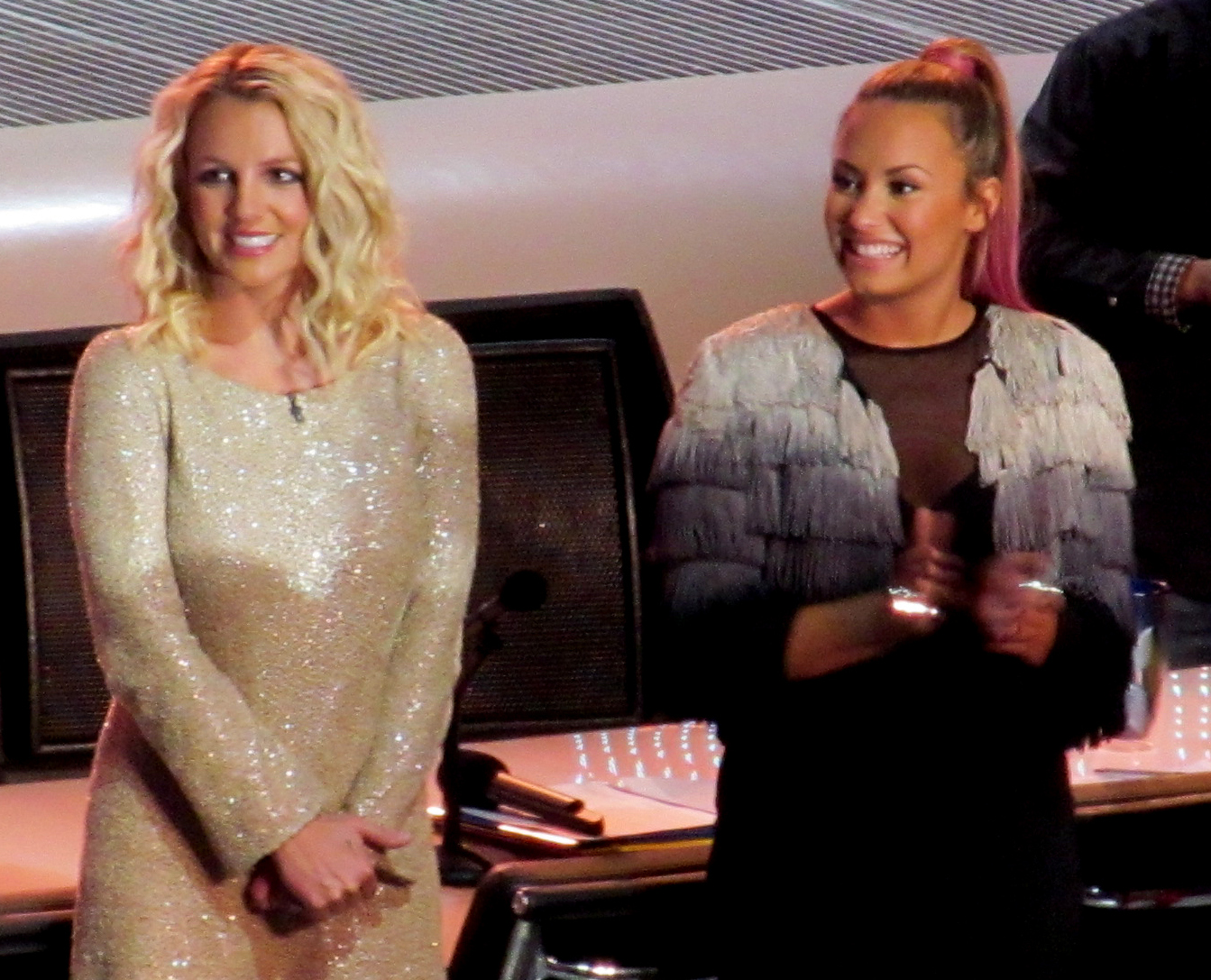
Britney Spears et Demi Lovato dans le cadre des auditions de X Factor à Oakland en Californie.

Britney Spears fait ses premiers débuts à la télévision grâce au Mickey Mouse Club entre 1991 et 1993. En collaboration avec d'autres enfants, elle faisait des sketchs et des parodies ainsi que des spectacles chantés et chorégraphiés. En 1999, elle fait une apparition dans la série Sabrina, l'apprentie sorcière au côté de Melissa Joan Hart pour interpréter sa chanson (You Drive Me) Crazy. En parallèle, l'actrice joue dans le clip de la même chanson. En 2006, elle apparaît dans la série Will et Grace. Elle incarne Amber Louise, une présentatrice lesbienne.
En 2008, elle joue dans deux épisodes de la saison trois de la série How I Met Your Mother. Elle interprète Abby, une réceptionniste d'un cabinet de dermatologie amoureuse du personnage principal. Conséquemment à la présence de la chanteuse dans la série, celle-ci a battu son record d'audience lors de son premier passage. Elle fait également l'ouverture des MTV Video Music Awards 2008, cérémonie pour laquelle elle a tourné quelques spots publicitaires. Toujours en 2008, Britney Spears fait l'objet d'un documentaire intitulé Britney: For the Record. La chanteuse est suivie par une équipe de tournage durant les trois mois préparant son retour sur le devant de la scène. Elle revient en interview sur tout ce qu'elle a vécu ces dernières années. Le documentaire est diffusé pour la première fois aux États-Unis sur MTV, et en France sur NT1 (rebaptisé alors La Confession) en novembre 2008. Il sort ensuite en DVD, le 29 juin 2009 en France, sous le nom de Britney: Backstage.
En 2010, alors que la rumeur courait depuis des semaines, Ryan Murphy annonce un épisode consacré à Britney Spears dans la série phare dont il est le réalisateur, Glee. Britney Spears y apparaît en tant que guest-star. Plusieurs titres de la chanteuse seront repris au cours de l'épisode, …Baby One More Time, Stronger, I'm a Slave for You, Toxic, et Me Against the Music (pour lequel un remake du clip est tourné avec la participation de la chanteuse). Le deuxième épisode de la saison 2 a été diffusé le 28 septembre 2010 aux États-Unis et a rassemblé pas moins de 13,5 millions de téléspectateurs sur la chaîne FOX.
En mai 2012, après plusieurs mois de rumeurs, Britney Spears officialise sa participation en tant que jurée au sein de la version américaine du télé-crochet, The X Factor. Elle se joint ainsi à Simon Cowell, L.A. Reid et Demi Lovato qui ont composé le jury de la saison 2 de l'émission de septembre à décembre 2012. Le contrat négocié entre la chanteuse et la chaîne de télévision FOX est estimé à hauteur de 15 millions $, faisant d'elle la juge la mieux payée au sein d'une émission télévisée. Britney Spears est la mentor de la catégorie des adolescents, sa protégée Carly Rose Sonenclar termine seconde de la compétition. Spears fait savoir qu'elle ne reprendrait pas son rôle de juge pour la troisième saison de l'émission. En parallèle de sa participation à l'émission The X Factor, un nouvel épisode de la série Glee est consacré à Britney Spears. Intitulé Britney 2.0, l'épisode est le deuxième de la quatrième saison de Glee, et est diffusé le 20 septembre 2012 aux États-Unis. Huit chansons sont reprises au cours de cet épisode, incluant Hold It Against Me, 3, Gimme More, Everytime et Oops!... I Did It Again ainsi que deux mashup, Boys / Boyfriend (Justin Bieber) et (You Drive Me) Crazy / Crazy (Aerosmith).
En 2017, la chaîne Lifetime diffuse Destin brisé : Britney Spears, l'enfer de la gloire, un téléfilm biographique basé sur la vie de Britney Spears de 1998 à 2008 avec Natasha Bassett dans le rôle de la chanteuse. Néanmoins, Britney Spears n'est pas impliquée dans la production de ce téléfilm. À ce sujet, ses représentants ont déclaré que la chanteuse ne donnait pas sa bénédiction à la production et que les droits d'utilisation de ces chansons leur ont été refusés. Le téléfilm est reçu très sévèrement par les fans de la chanteuse mais également par la critiques américaines qui relève plusieurs inexactitudes dans ce que raconte le téléfilm.

### Carrière cinématographique
Au mois de février 2002, son premier film, Crossroads, sort au cinéma. Réalisé par Tamra Davis, Britney Spears y interprète Lucy Wagner, une jeune femme originaire de Géorgie prête à traverser les États-Unis pour rejoindre sa mère en Arizona. Le film est un succès au box-office, rapportant plus de 37 190 000 $ aux États-Unis et 61 140 000 $ dans le monde pour un budget initial de 12 000 000 $. En France, Crossroads cumule 167 324 entrées la première semaine de son exploitation. En revanche, le film est laminé par les critiques. Ainsi, Première et Le Parisien ne recommandent le film qu'aux plus jeunes spectateurs, Chronic'art.com le qualifie de « navet » tandis que Les Inrocks souligne « une mise en scène inexistante et un scénario niaisieux. » Britney Spears remporte cette année-là le Razzie Awards de la « pire actrice pour sa performance ». À la suite du film, Britney Spears obtient son étoile sur le Walk of Fame du Hollywood Boulevard, faisant d'elle la deuxième plus jeune star à recevoir cet honneur derrière Melissa Gilbert.
Britney Spears fait une apparition dans le film Longshot en 2000, dans lequel elle joue une hôtesse de l'air. En 2002, elle obtient un rôle de guest star dans Austin Powers dans Goldmember et interprète la bande originale du film avec le titre Boys. En contrepartie, Mike Myers apparaît dans le clip du morceau.
En 2019, elle joue aussi dans le film Corporate Animals ayant pour vedette Demi Moore.

### Contrats publicitaires et commerciaux
Britney Spears passe de nombreux contrats publicitaires et commerciaux. Elle représente ainsi, entre autres, Pepsi, Toyota et Samsung. Son partenariat avec Pepsi lui a permis notamment de gagner environ 10 000 000 $, ce qui est le plus gros contrat publicitaire entre la marque et un artiste. Elle écrit également deux livres en collaboration avec sa mère Lynne Spears, Heart to Heart et Le cadeau d'une mère. En 2002, elle prête son nom et sa voix pour Britney's Dance Beat (THQ), un jeu vidéo sorti sur PC, Game Boy Advance, PlayStation 2 ; la sortie sur Xbox est abandonnée. Le joueur incarne un danseur devant passer divers auditions afin d'être intégré dans la troupe de la chanteuse. Aussi, de nombreuses poupées à son effigie sont éditées par divers fabricants. Britney Spears est également connue pour sa stratégie d'utilisation des médias sociaux et du concept du marketing viral. Britney Spears inaugure son restaurant, appelé « Nyla », le 27 juin 2002 à New York. Celui-ci proposait des spécialités culinaires venues d'Italie et de sa région, la Louisiane. Il ferme au mois de novembre de la même année pour manque de rentabilité.
En 2004, Britney Spears signe un contrat avec Elizabeth Arden pour vendre des parfums à son nom. La première fragrance, Curious est sortie le 9 septembre 2004. Elle s'est placée à la tête des ventes internationales de nouveautés en 2005 et a rapporté au moins 100 millions de dollars et portera le nom de la première gamme de la chanteuse. Cette gamme possède également deux éditions limitées à ce jour[Quand ?]: Curious: In-Control, sortie le 16 avril 2006 et Curious Heart en décembre 2007.
En vente dès le 15 septembre 2005, Fantasy est le second parfum de la chanteuse. Il existe actuellement 15 dérivés de celui-ci. Midnight Fantasy, premier de cette longue gamme, est mis en vente en décembre 2006. Le troisième, Hidden Fantasy, sorti pour les fêtes de fin d'année 2008 est suivi par Circus Fantasy dès le 27 août 2009 pour promouvoir l'album de la chanteuse. En octobre 2012 est sorti Fantasy Twist, dont le flacon se compose d'un duo de parfums phares, Fantasy et Midnight Fantasy. Moins d'un an plus tard, en avril 2013 paraît la fragrance Island Fantasy suivie en octobre 2013 par Fantasy (Anniversary Edition) qui célèbre les 10 ans de la première fragrance lancée par Britney Spears. En février 2014 sort deux nouvelles versions, Fantasy Nice Remix et Fantasy Naughty Remix, très différentes de leur prédécessrices, puisqu'une nouvelle forme de flacon est adoptée mais aussitôt abandonnée pour redonner à la gamme Fantasy son apparence initiale avec une édition limitée Fantasy Stage Edition, sortie en juillet 2014. La même année, en novembre, sortira Rocker Femme Fantasy, inspiré cette fois par le concert Britney: Piece of Me. En mai 2015 sort Fantasy Renner Edition, édition brésilienne limitée du parfum suivi de Fantasy Intimate Edition. Le nom et la couleur de ce parfum est inspiré de la marque de sous-vêtements de la chanteuse, The Intimate Britney Spears. Début 2016 Britney annonce Maui Fantasy, commercialisé en mars. Les derniers parfums de la gamme sont Fantasy In Bloom et Sunset Fantasy, commercialisés respectivement en janvier 2017 et janvier 2018.
Fin 2009, Britney Spears lance sa propre application pour iPhone et iPod touch. Intitulée It's Britney, on retrouve sur celle-ci l'actualité de la chanteuse, ses derniers messages sur les réseaux sociaux Facebook et Twitter, des photos et autres widgets. Britney Spears est, en 2009, le visage de la marque de vêtements Candie's qui décide de renouveler son contrat en 2010. Dans le cadre de ce partenariat, Britney Spears a créé sa propre ligne de vêtements pour la marque, une édition limitée disponible depuis juillet 2010 uniquement dans les magasins Kohl's et via leur site Internet.
En 2012, Britney Spears collabore avec la société Hasbro pour la sortie d'une version exclusive du jeu Twister, qui inclut un remix de son titre Till the World Ends. La chanteuse participe également à une publicité, réalisée par Ray Kay, afin de promouvoir le jeu,.
En septembre 2014, la chanteuse a lancé sa propre ligne de lingerie, The Intimate Britney Spears.
En mai 2016, Britney sort un jeu pour téléphones et tablettes, Britney Spears: American Dream, réalisé par la société Glu.

### Philanthropie
La chanteuse a créé la Britney Spears Foundation, une association à but non lucratif pour aider les enfants dans le besoin. La philosophie de l'association était que la musique et le divertissement avaient des propriétés médicinales bénéfiques aux enfants. La fondation a aussi supporté le Britney Spears Camp for the Performing Arts annuel, où les campeurs avaient l'opportunité d'explorer et développer leur talents. En avril 2002, à la suite des efforts de Spears et de la Britney Spears Foundation, une subvention d'un million de dollars a été faite au Twin Towers Fund pour soutenir les enfants des membres des forces armées touchés par les attentats du 11 septembre 2001, notamment le corps des sapeurs-pompiers professionnels de New York et leur Emergency Medical Services Command, le service de police de New York, le Port Authority of New York and New Jersey, le New York State Office of court Administration ainsi que d'autres services gouvernementaux[source secondaire souhaitée]. Toutefois, il a été rapporté en 2008 que la fondation était en déficit de 200 000 $. Après que la chanteuse a été mise sous tutelle, son père et l'avocat Andrew Wallet abandonnèrent l'association, menant à la fermeture de cette dernière en 2011.
Le 30 octobre 2001, Britney Spears, aux côtés de Bono, Jennifer Lopez, Gwen Stefani et d'autres artistes populaires, enregistre un single intitulé What's Going On sous le nom d'Artists Against AIDS Worldwide, afin de soutenir les programmes contre le sida en Afrique et d'autres régions appauvries. Au lendemain de l'Ouragan Katrina en 2006, Spears a donné 350 000 $ à Music Rising. Plus tard, en 2011, la chanteuse a soulevé des fonds à hauteur de 200 000 $ durant un Evening of Southern Style dans une résidence privée à Beverly Hills, présenté par le Projet St. Bernard, avec l'aide de nombreuses célébrités comme Hilary Duff, Selena Gomez, Kelly Osbourne, Kellan Lutz ou Kim Kardashian. Spears a aussi apporté son soutien à de nombreuses associations durant sa carrière, dont le Centre de la Kabbale, le Gilda's Club, le Bright Promises Foundation et United Way. Ces deux dernières associations ont pour but de donner un nouvel espoir et de meilleures fondations aux familles en situations précaires variées.
Le 24 octobre 2015, Spears a donné 120 000 $ à la Nevada Childhood Cancer Foundation. De plus, pour chaque ticket vendu des concerts de sa résidence à Las Vegas, Britney: Piece of Me, 1 dollar est reversé à l'organisation. Spears a aussi collecté des fonds pour la fondation via les réseaux sociaux, en plus des ventes des produits à édition limitée, tous les profits de la boutique reviennent à la NCCF. Le 27 octobre 2016, Spears s'est associée avec Zappos et XCYCLE pour animer le Britney Spears Piece of Me Charity Ride à Las Vegas pour récolter de l'argent supplémentaire afin d'approcher l'objectif d'un million de dollars pour la NCCF, dont 450 000 $ déjà récoltés par les tickets et les produits de Spears. Les participants étaient inscrits pour gagner au tirage au sort un cours de fitness avec Spears elle-même. L’événement a immédiatement levé 553 130 $.

## Vie privée
En 2008, lorsque sa mère Lynne fit paraître sa biographie — intitulée Through the Storm: A Real Story of Fame and Family in a Tabloid World —, elle révéla entre autres que lorsque Britney avait 14 ans, elle fut en couple avec un dénommé Reg Jones — rencontré au lycée — âgé de 18 ans à l'époque. Elle a ensuite fréquenté le musicien Robbie Carrico, d'août 1998 à février 1999.
En juin 1999, à l'âge de 17 ans, Britney Spears entame une relation médiatisée avec le chanteur Justin Timberlake. En mars 2002, la presse annonce qu'ils se sont séparés et des rumeurs d'infidélités firent surface, sans réellement être confirmées. En effet, Britney aurait, de septembre 2001 à février 2002, trompé Justin avec Wade Robson, son chorégraphe,. Britney Spears reconnait cette infidélité dans son autobiographie La femme en moi en 2023, mais déclare que Justin Timberlake l'aurait de son côté trompée à de très nombreuses reprises. Il l'aurait également poussée à avorter. À la suite de leur rupture, Justin sort la célèbre chanson Cry Me a River (2002), et de son côté, Britney Spears compose la chanson Everytime.
Entre 2002 et 2003, la chanteuse aurait eu des liaisons avec Fred Durst, Colin Farrell et Columbus Short. Le 3 janvier 2004, à tout juste 22 ans, elle épouse son ami d'enfance, Jason Allen Alexander, à Las Vegas. Cependant, ce mariage dure 55 heures avant d'être annulé,.
En avril 2004, Britney commence à fréquenter le danseur/rappeur Kevin Federline. À cette époque, l'ex-compagne de Kevin, Shar Jackson, était enceinte de leur deuxième enfant. Après leurs fiançailles en juillet 2004, ils se marient en septembre 2004. Leur relation est alors affichée dans leur émission de téléréalité : Britney and Kevin: Chaotic, diffusée sur la chaîne câblée UPN dès mai 2005. Ensemble, ils ont eu deux garçons : Sean Preston Spears-Federline (né le 14 septembre 2005, par césarienne) et Jayden James Spears-Federline (né le 12 septembre 2006, par césarienne). Au bout de deux ans de mariage, en novembre 2006, Britney demande le divorce citant des « désaccords insurmontables » ; le divorce est prononcé en juillet 2007. Elle perd la garde partagée de ses enfants début octobre 2007. En juillet 2008, Spears reprend certains de ses droits de visites après être arrivée à un accord avec Federline et son avocat.
Peu après sa séparation avec Kevin Federline, entre 2006 et 2007, Britney a eu des liaisons avec J.R. Rotem, le mannequin Isaac Cohen, Howie Day et John Sundahl. Britney a été en couple avec Adnan Ghalib, un paparazzi, de décembre 2007 à mars 2009.
En juillet 2009, Britney devient la compagne de Jason Trawick, son ex-manager ; une relation bénéfique à la star, celle-ci affichant désormais une stabilité retrouvée après de multiples dérapages et fréquentations douteuses les années précédentes. En décembre 2011, Britney annonce leurs fiançailles. Cependant, en janvier 2013, la presse annonce leur séparation au bout de près de quatre ans de vie commune et treize mois de fiançailles.
En mars 2013, Spears commence à fréquenter David Lucado,. Le 29 août 2014, il a été annoncé qu'ils se sont séparés au bout d'un an et demi de relation, à cause des infidélités de David. Elle a ensuite été en couple avec le producteur et réalisateur Charlie Ebersol, d'octobre 2014, à juin 2015,. Depuis décembre 2016, elle est en couple avec le danseur et coach sportif Sam Asghari, de 12 ans son cadet.
Le 13 septembre 2021, Britney Spears annonce via son compte Instagram ses fiançailles avec Sam Asghari,.
Fin 2021, elle annonce sur ses réseaux sociaux qu'elle ne veut pas reprendre la musique.
Le 11 avril 2022, elle annonce sur son compte Instagram attendre un troisième enfant. Elle fait cependant une fausse couche quelques semaines plus tard. Le 9 juin 2022, Britney Spears et Sam Asghari se marient lors d'une cérémonie à Los Angeles, rassemblant de nombreuses célébrités comme Madonna, Selena Gomez, Donatella Versace, Drew Barrymore, Will.i.am, Maria Menounos, Carter Reum, l'avocat Mathew Rosengart, Ansel Elgort, Paris Hilton et Kathy Hilton. Après que son ex-mari Jason Alexander a tenté d'interrompre ce mariage, elle obtient une injonction d'éloignement
Le 28 juillet 2023, Britney Spears et Sam Asghari se séparent.
Le 16 août 2023, Sam Asghari demande le divorce, leur mariage aura duré 14 mois.

## Image publique
Issue d'une famille chrétienne, Britney Spears défend au début de sa carrière les valeurs conservatrices américaines. Elle prône la virginité, et affirme ne pas vouloir de relations sexuelles avant le mariage, qui, pour elle, est une « institution sacrée ». Elle déclare à cette époque qu'elle « voulait la même carrière que Madonna, mais sans tous les hommes, les ragots et les scandales. » Tout est alors étudié dans sa présentation pour que son public, essentiellement constitué de pré-adolescents, intègrent les valeurs morales de l'Amérique conservatrice. En 2003, la chanteuse défend la politique de George W. Bush, notamment à propos de la guerre en Irak, dans un entretien de Tucker Carlson sur CNN. Elle déclare : « honnêtement, je pense que nous devons avoir confiance en notre président et dans toutes les décisions qu'il prend et les soutenir, vous voyez, et être confiant en l'avenir. » Cette séquence d'interview est transposée dans le film Fahrenheit 9/11, de Michael Moore.
À partir de 2001, Britney Spears décide de faire évoluer son image et rompt avec les valeurs puritaines entretenues jusqu'alors. Le fait le plus marquant de cette évolution est son baiser avec son amie Madonna lors des MTV Video Music Awards 2003. Cet acte homosexuel, en direct, surprend le public et sera par conséquent très médiatisé. Au mois de septembre de la même année, Madonna l'initie à la Kabbale. Elle quitte néanmoins ce mouvement en 2006, après la naissance de son fils, en déclarant publiquement : « je n'étudie plus la kabbale, mon bébé est ma religion. » Lorsqu'elle reçoit le prix pour la meilleure artiste féminine aux MTV Music Video Awards en 2008, elle déclare : « je veux tout d'abord remercier Dieu de m'avoir bénie comme ça. » Depuis cette époque, Britney Spears devient une des cibles préférées des paparazzis. Ses soirées avec Paris Hilton, ses photos sans sous-vêtements et ses déboires judiciaires pour la garde de ses enfants alimentent les tabloïds du monde entier. Britney Spears est alors placée sous tutelle permanente.
À partir de la fin des années 2010, dans le contexte global du Mouvement MeToo, l'image diabolisée de Britney Spears s'améliore progressivement. Un certain nombre de réseaux sociaux prennent sa défense. Tout en continuant à faire face à des commentaires négatifs sur son apparence ou ses attitudes, elle est aussi peu à peu reconnue comme étant victime d'un certain machisme très affirmé dans les médias et le milieu musical des années 2000, ainsi que des abus de son entourage qui l'a utilisé à des fins commerciales.

## Fortune personnelle
Sa fortune personnelle est estimée à 60 millions de dollars en 2021, ce qui est jugé faible en comparaison avec d'autres stars et compte tenu de sa carrière débutée à l'âge de 17 ans. Son avocat Mathew Rosengart, choisi par la chanteuse en 2021, entend contrôler les dépenses effectuées sous la tutelle de son père[réf. nécessaire].

## Talent artistique

### Influences
« Quand j'étais plus jeune, j'admirais Janet Jackson et Madonna. Elles ont été de grandes inspirations pour moi. Mais j'avais aussi ma propre identité et je savais qui j'étais. »

— Britney Spears
Britney Spears a cité plusieurs influences pendant sa carrière comme Madonna, Janet Jackson et Whitney Houston, ses « trois artistes préférés » ; I Have Nothing de Whitney Houston est la chanson avec laquelle elle a auditionné et qui lui a valu son contrat chez Jive Records. Tout au long de sa carrière, Britney Spears a été souvent comparée à Madonna et Janet Jackson en particulier, en termes de chant, de voix, de chorégraphies et de prestations sur scène. 
Britney Spears a également cité Michael Jackson, Mariah Carey, Sheryl Crow, Otis Redding, Shania Twain, Brandy, Natalie Imbruglia mais aussi Cher et Prince comme sources d'inspiration,,, et des artistes plus jeunes comme Selena Gomez et Ariana Grande.

### Style de musiques
Britney Spears est décrite comme une artiste pop et explore généralement le genre de la dance-pop. Après ses débuts, elle est créditée d’avoir influencé la pop adolescente à la fin des années 1990. Pour son album Oops!... I Did It Again, Britney a travaillé avec plusieurs producteurs de R&B pour créer une combinaison de bubblegum pop, d’Urban et de Raga Rock. Ses deux premiers albums abordent des thèmes tels que l’amour et les relations du point de vue d’une adolescente,. Après l’énorme succès commercial de ses deux premiers albums studio, l’équipe et les producteurs de Britney Spears voulaient maintenir la formule qui l’a amenée au sommet des charts. Cependant, elle n’était plus satisfaite du son et des thèmes abordés sur ses disques.
Son troisième album studio, Britney, dérive de la pop adolescente, il est décrit comme « plus pointu, plus résistant que les précédents opus », incorporant des genres tels que le R&B, le disco et le funk. Pour cet album, Britney Spears travaille avec plusieurs producteurs de R&B contemporain, notamment le duo The Neptunes (composé de Chad Hugo et Pharrell Williams), R. Kelly ou encore Moby. Elle co-écrit cinq chansons et aborde l’âge adulte, de la sexualité et de la découverte de soi. Le sexe, la danse, la liberté et l’amour continuent d’être les principaux sujets musicaux de Britney Spears sur ses albums suivants,. 
Britney Spears explore de nouveaux genres comme la dance music et l'electropop, ainsi que des influences de l'Urban et du hip-hop, qui sont les plus présentes sur ses albums In the Zone et Blackout. In the Zone expérimente également avec l’euro-trance, le reggae et la musique du Moyen-Orient,,. Blackout aborde également des questions telles que la célébrité et les médias.
Ses opus, Femme Fatale et Britney Jean ont également été fortement influencées par les genres tels que la musique électronique et le dubstep, présent notamment dans ses titres Freakshow et Hold It Against Me. Le neuvième album studio de Britney Spears, Glory, est plus éclectique et expérimental que les précédents.
La musique de Britney Spears a également été remarquée pour certaines répliques cultes. L’ouverture de son premier single ...Baby One More Time par le « Oh, baby baby » est considéré comme l'une de ses signatures et a été reprise dans les médias par divers artistes tels que Nicole Scherzinger et Ariana Grande, entre autres. La réplique a été utilisée sous des formes variées tout au long de sa carrière, simplement par « baby » ou « Oh baby », ou encore « Ooh Ooh Baby ». 
Son single Gimme More, démarre par le gimmick « It’s Britney, bitch » qui est devenue une autre de ses signatures, souvent qualifié de « tournant culturel indélébile, transformant une période frénétique et fragile de la chanteuse en un moment de force et d’émancipation ». Son single avec Will.i.am, Scream & Shout, inclut également le gimmick aux paroles. Lors de sa tournée mondiale, Piece of Me Tour, le phénomème « Who is it ? » avant que la chanteuse ne donne la réplique « It’s Britney, bitch » a pris une ampleur considérable à travers le monde.

### Voix et tessiture
Spears possède un soprano de trois octaves et deux notes,,. D’autres sources affirment qu’elle possède une gamme vocale contralto. Avant son succès, elle est décrite avec une voix beaucoup plus puissante que sa très reconnaissable marque vocale d'aujourd'hui. Eric Foster White qui a travaillé avec Britney Spears pour son premier album ...Baby One More Time, ont confectionné une signature vocale reconnaissable. Il a entrainé la chanteuse pendant environ un mois pour arriver à cette voix nasale de jeune fille parfois qualifiée de « baby voice », et marquée par le vocal fry en début de chaque parole ou presque. Techniquement cette façon de chanter est sans soutien vocal, hors tessiture, sollicite fortement le larynx, n'utilise qu'une petite partie de son registre vocal et très peu son vibrato. Produire cette voix demande un effort à la chanteuse et lors de sessions en live, sa puissance et sa tessiture naturelles ont tendance à reprendre le dessus ce qui entraine des soucis de justesse et de volume,. C'est pour cette raison que la chanteuse a rapidement chanté avec l'aide de bandes-son préenregistrées ou du playback. Cette façon de chanter peut entrainer des contraintes sur les cordes vocales.
Britney Spears a également été critiquée pour sa dépendance à Auto-Tune et des rumeurs affirmant que la chanteuse ne serait plus capable de chanter et ferait appel à des doublures vocales sont apparues dans les années 2010. En 2017, lors de sa résidence Piece of Me à Las Vegas, Britney Spears décide de répondre à ses détracteurs avec une reprise du titre Something to Talk About en live et sans choriste afin de montrer qu'elle pouvait toujours utiliser son registre vocal naturel.

### Performances sur scène

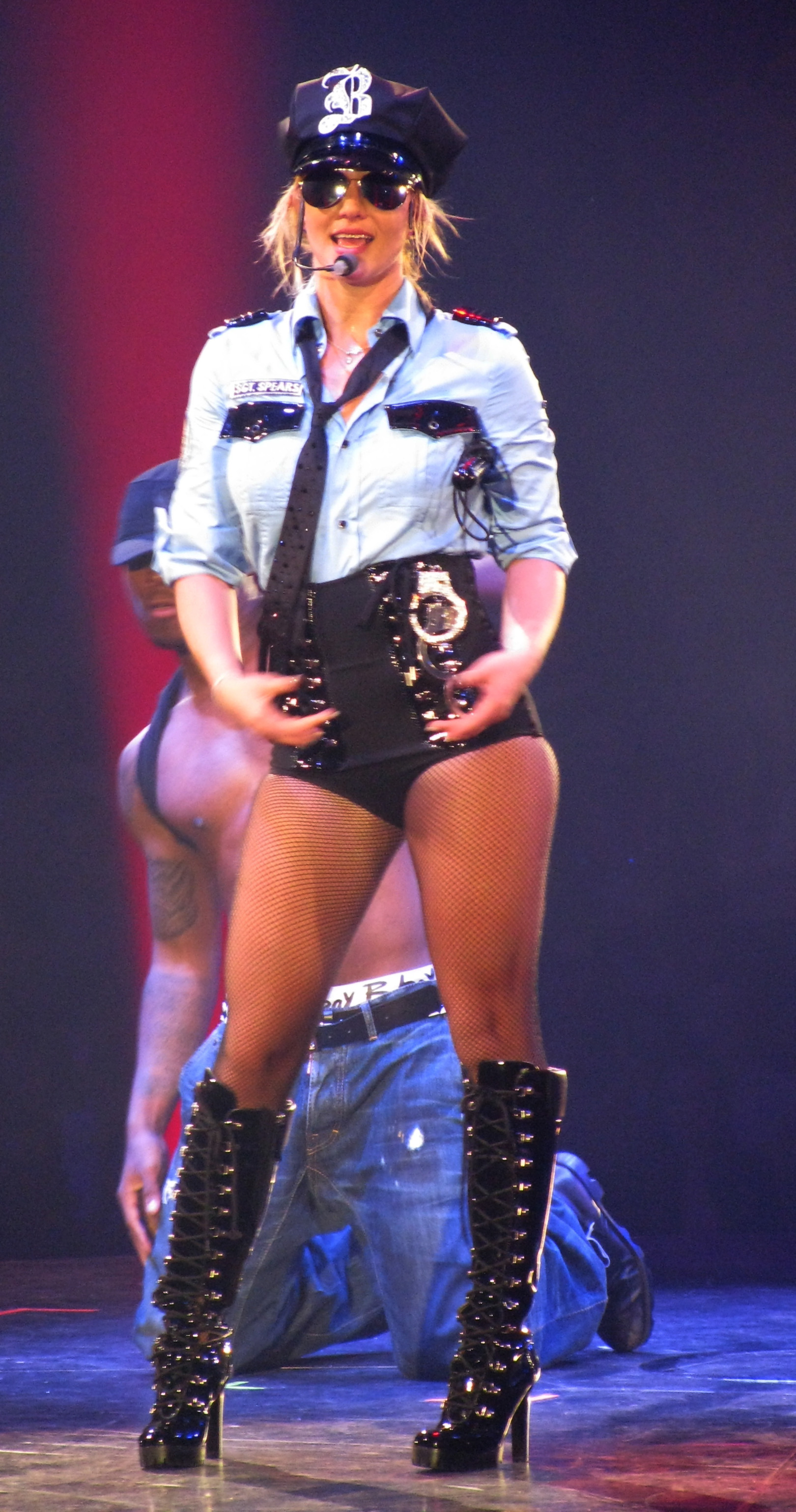
Britney Spears lors du Circus Starring : Britney Spears en 2009.

Britney Spears est connue pour ses performances et ses chorégraphies très élaborées, qui intègrent des « mouvements érotiques du ventre et tempérés ». Réputées pour avoir influencé des « actes de danse-lourds » tels que Danity Kane et les Pussycat Dolls,.[pas clair] Les lecteurs du magazine Rolling Stone ont désigné Spears comme la deuxième performeuse préférée. Spears est décrite comme étant beaucoup plus timide que ce que suggère son personnage sur scène,,. Elle dit : danser est « un stimulant pour la confiance en moi. C'est comme un alter-ego. Quelque chose clique et je me transforme en cette personne différente. Je pense que c'est un cadeau de pouvoir faire cela ». Ses performances en 2000, 2001 et 2003 aux MTV Video Music Awards ont été saluées, tandis que sa présentation de 2007 a été largement critiquée, alors qu'elle « tremblait entre ses pas de danse et ne prononçait que des mots occasionnels ». Billboard a qualifié sa performance en 2016 d'un « retour en force », « une tentative efficace, mais pas tout à fait glorieuse » en référence à son album sorti au même moment, Glory.
Après ses blessures au genou et ses luttes personnelles, le « sens du spectacle » et les capacités de danse de Spears ont été critiqués. Serge F. Kovaleski, du New York Times, a assisté sa résidence à Las Vegas en 2016 et a déclaré: « Une fois danseuse fluide et naturelle, Mme Spears peut paraître raide, voire robotique, aujourd'hui, en s'appuyant sur des armes ébouriffées et des décors éclatants ». Robin Leach de Las Vegas Sun semblait plus impressionné par les efforts de Spears lors du concert en disant qu'elle avait livré une « performance sans faille » lors de la soirée d'ouverture de la résidence.
Il a été largement rapporté que Spears pratiquait le playback lors de représentations en direct,, souvent critiquées par les critiques musicaux et les amateurs de concerts,. Certains, cependant, ont affirmé que, même si elle « disposait beaucoup de supports numériques », elle « ne se contente pas de faire du playback » lors de ses émissions en direct. En 2016, Sabrina Weiss de Refinery29 a qualifié sa synchronisation labiale de « fait connu qui n’est même plus un tabou ». Constatant la prévalence de la synchronisation labiale, le Los Angeles Daily News a déclaré : « Dans le contexte d'un concert de Britney Spears, est-ce vraiment important ? ».
À l'occasion de son concert en Israël en 2017, Britney Spears a répondu à ses accusations : « [...] Parce que je danse beaucoup, j'ai un peu de playback, mais ma voix et le playback sont mélangés ». Elle a ajouté : « Cela me fait vraiment chier parce que je me bouge les fesses et je chante en même temps, et personne ne m'en crédite jamais, vous savez ? ».

## Discographie

### Albums studio
- 1999 : ...Baby One More Time
- 2000 : Oops!... I Did It Again
- 2001 : Britney
- 2003 : In The Zone
- 2007 : Blackout
- 2008 : Circus
- 2011 : Femme Fatale
- 2013 : Britney Jean
- 2016 : Glory

## Tournées et résidences

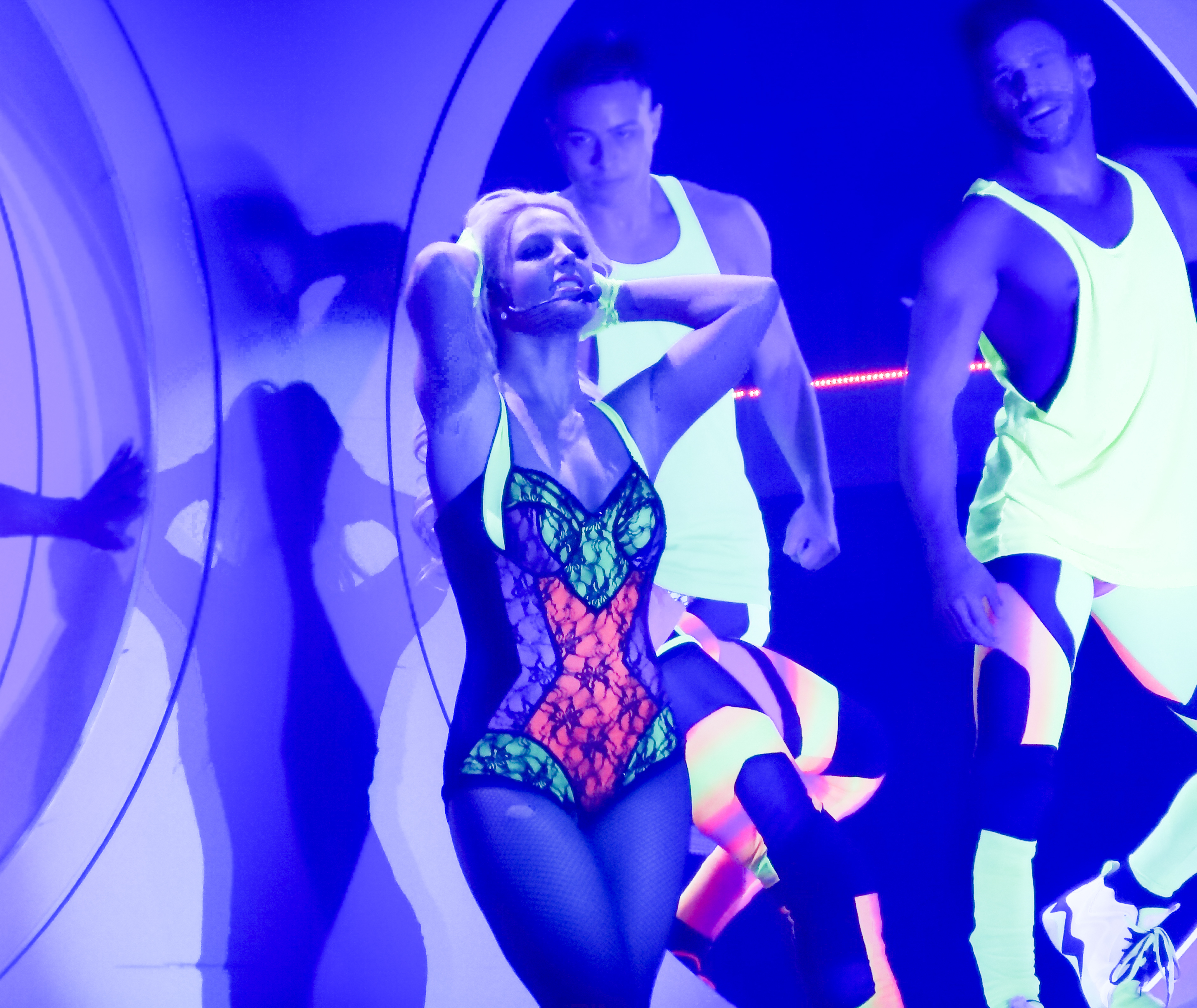
Britney Spears lors d'une représentation de son show en à Las Vegas.

Aux prémices de sa carrière, Britney Spears entame une mini tournée américaine, intitulée Hair Zone Mall Tour, d'une durée de deux mois, de juin à août 1998 dans des centres commerciaux afin de soutenir son tout premier album, ...Baby One More Time. Réputée pour être un véritable petit succès, elle réussit à rassembler et créer une petite communauté. Entre 1998 et 1999, Spears s'est produite en première partie du groupe pop NSYNC. Elle s'est produite dans 40 villes des États-Unis, comme Atlanta, Cleveland, St. Louis et Minneapolis. Britney Spears a gagné une communauté conséquente de jeunes filles mais également de garçons grâce au public du groupe, elle est critiquée pour ses chorégraphies frénétiques et ses chansons de haute énergie.
De 1999 à 2009, Britney Spears lance sept séries de concerts. Si le M+M's Tour se déroule dans des salles de boîtes de nuit, les autres concerts sont de grands spectacles « à l'américaine ». La chanteuse se produit dans de grandes salles destinées à accueillir des milliers de spectateurs. De nombreux effets visuels (jeux de lumière, pyrotechnie) sont utilisés pour agrémenter les concerts. Des séquences télévisées sont diffusées sur écran géant pour l'introduction de certaines chansons. La majorité de ses titres est chorégraphiée et a droit à un costume dédié. Britney Spears est accompagnée par une dizaine de danseurs. Ses premières tournées, ...Baby One More Time Tour et Oops!... I Did It Again World Tour étaient chantées en direct. C'est à partir de la tournée Dream Within A Dream qu'elle chante généralement en playback en 2017 elle chante entièrement live un cover de Something to talk about de Bonni Raitt en riposte aux critiques des médias,.
Sa première tournée mondiale est le Oops!... I Did It Again World Tour en 2000. Elle passe par la Belgique le 18 octobre 2000 et par la France le 14 novembre de la même année. Sa tournée suivante, Dream Within a Dream Tour, se déroule presque exclusivement aux États-Unis entre 2001 et 2002. Pour ce spectacle, la scène est en forme de clé, disposée au milieu de la salle et donc entourée par les spectateurs. L'un des effets visuels les plus remarquables de cette tournée est la reconstitution d'une chute d'eau qui retombe sur la scène pendant la chanson ...Baby One More Time. The Onyx Hotel Tour débute en 2004. Elle passe par la France, le 18 mai 2004 à Lyon, et le 30 mai au palais omnisports de Paris-Bercy. Contrairement à la tournée précédente, les spectateurs sont face à la scène sur laquelle on aperçoit une très haute réalisation rappelant un hôtel. L'Onyx Hotel Tour est accueilli de manière controversée à cause de son contenu. Sur quelques chansons, Britney Spears mime un rapport sexuel avec d'autres danseurs ou portait un costume transparent qui lui donnait l'air d'être nue, le tout étant exécuté devant certains spectateurs mineurs. Enfin, la chanteuse a touché environ 260 000 € pour chaque représentation de cette tournée.
Sa quatrième tournée mondiale The Circus Starring: Britney Spears est lancée au printemps 2009. Cette série de concerts associe musique, danse, magie et théâtre. Plus de 50 artistes danseurs, acrobates, clowns et magiciens défilent sur scène. Le budget du concert s'élève à plus de 50 millions de dollars. Par ailleurs, les critiques déplorent l'utilisation quasi systématique du playback et une Britney Spears parfois « absente ». The Circus Starring: Britney Spears est également la tournée la plus lucrative en Amérique du Nord durant le premier trimestre 2009.
La cinquième tournée mondiale de Britney Spears, Femme Fatale Tour, débute le 16 juin 2011 à Sacramento, aux États-Unis. Après les nombreuses remontrances reçues par la dernière tournée de la chanteuse, les critiques s'accordent à dire qu'avec cette nouvelle tournée, Britney Spears est sur la pente ascendante. Le magazine Rolling Stone déclare après le concert de lancement de la tournée à Sacramento que « la nuit appartenait à Britney », soulignant que la chanteuse « a réussi à prouver qu'elle est toujours en progression en tant que showgirl » et ce malgré un show dans sa majeure partie préenregistré. À noter que pour la première fois depuis son Oops!… I Did It Again World Tour en 2001, Britney Spears s'est rendue en Amérique du Sud pour sept concerts au mois de novembre 2011.
En décembre 2013, Britney Spears donne le coup d'envoi de sa résidence à Las Vegas, au Planet Hollywood Resort and Casino, où elle se produira jusqu'en 2015. La chanteuse donnera cinquante concerts par an, en 2014 et 2015, durant lesquels elle interprétera les tubes ayant marqué sa carrière. Spears gagnera 15 millions de dollars par an pour ses représentations.
Le 9 septembre 2015, Britney Spears annonce que sa résidence continuera encore deux années supplémentaires.
Britney Spears décide par le succès de sa résidence de l'exporter tout d'abord en Asie par une mini tournée mondiale s'intitulant, Britney: Live In Concert. Elle débute le 3 juin 2017 au Japon à Tokyo et se termine en Israël, à Tel Aviv avec près de 60 000 personnes présentes, elle signe donc un nouveau record grâce à ce concert. Puis, elle l'exporte sur la côte est du Nord des États-Unis et en Europe du 12 juillet 2018 au 1er septembre 2018 sous le titre de Piece of Me Tour[source secondaire souhaitée].
| Année(s)        | Nom                                 | Dates           | Tournée internationale | Album soutenu         |
| Promotionnelles | Promotionnelles                     | Promotionnelles | Promotionnelles        | Promotionnelles       |
| --------------- | ----------------------------------- | --------------- | ---------------------- | --------------------- |
| 1998            | Hair Zone Mall Tour                 | N/A             | Non                    | ...Baby One More Time |
| 2007            | The M+M's Tour                      | 6               | Non                    | Tous                  |
| Première partie |                                     |                 |                        |                       |
| 1998            | Second II None Tour                 | 40              | Non                    | ...Baby One More Time |
| Tête d'affiche  |                                     |                 |                        |                       |
| 1999 - 2000     | …Baby One More Time Tour            | 80              | Non                    | …Baby One More Time   |
| 2000 - 2001     | Oops!… I Did It Again Tour          | 90              | Oui                    | Oops!… I Did It Again |
| 2001 - 2002     | Dream Within a Dream Tour           | 68              | Oui                    | Britney               |
| 2004            | The Onyx Hotel Tour                 | 54              | Oui                    | In the Zone           |
| 2009            | The Circus Starring: Britney Spears | 97              | Oui                    | Circus                |
| 2011            | Femme Fatale Tour                   | 79              | Oui                    | Femme Fatale          |
| 2017 - 2018     | Britney Spears: Piece of Me Tour    | 43              | Oui                    | Glory                 |
| Résidences      |                                     |                 |                        |                       |
| 2013 - 2017     | Britney: Piece of Me                | 248             | Non                    | Tous                  |

## Filmographie

### Actrice de fiction
Crossroads est l'unique film dans lequel Britney Spears tient le rôle principal, ses autres rôles étant principalement des apparitions en tant que guest star.
Séries
- 1999 : Sabrina, l'apprentie sorcière, de Nell Scovell : Elle-même (saison 4, épisode 1)
- 1999 : Kenan et Kel, de Kim Bass : Elle-même (saison 4, épisode 9)
- 1999 : Jett Jackson, de Fracaswell Hyman : Elle-même (saison 2, épisode 8)
- 1999 : The Priory, de Philip Edgar-Jones : Elle-même (saison 1, épisode 5)
- 2000 : Les Simpson, de Matt Groening : Elle-même (voix) (saison 11, épisode 12)
- 2006 : Will et Grace, de David Kohan et Max Mutchnick : Amber Louise (saison 8, épisode 18)
- 2008 : How I Met Your Mother, de Carter Bays et Craig Thomas : Abby (saison 3, épisode 13 et 19)
- 2010 : Glee de Ian Brennan, Brad Falchuk et Ryan Murphy: Elle-même (saison 2, épisode 2)
- 2015 : Jane the Virgin, de Jennie Snyder Urman : Elle-même (saison 2, épisode 5)[356]

Films
- 2000 : Franc-jeu (Longshot), de Lionel C. Martin : l'hôtesse de l'air (caméo)
- 2002 : Austin Powers dans Goldmember, de Jay Roach : elle-même (caméo)
- 2002 : Crossroads, de Tamra Davis : Lucy Wagner (rôle principal)
- 2003 : Pauly Shore est mort (Pauly Shore Is Dead), de Pauly Shore : elle-même (caméo)
- 2019 : Corporate Animals, de Patrick Brice (en) : elle-même (caméo)

### Non-fiction
- 1991-1993 : The Mickey Mouse Club (All New Mickey Mouse Club) (émission de télévision) (saison 6 et 7)
- 2004 : Fahrenheit 9/11, de Michael Moore (séquence d'interview)
- 2004 : Britney Spears : Road to Miami (documentaire)
- 2005 : Britney and Kevin: Chaotic (téléréalité)
- 2008 : Britney: For the Record (documentaire)
- 2011 : I am the Femme Fatale (documentaire)
- 2013 : I am Britney Jean (documentaire)
- 2021 : Britney VS Spears (documentaire)

### Scénariste
- 2004 : Un rêve à l'épreuve (Brave New Girl), de Bobby Roth ; adaptation de son livre A Mother's Gift en collaboration avec sa mère Lynne.

### Réalisatrice
- 2005 : Do Somethin' (vidéoclip)

## Voix francophones
En version française, Barbara Beretta est la voix régulière de Britney Spears depuis Crossroads en 2002. Elle l'a ensuite notamment doublée dans Austin Powers dans Goldmember, Glee, ou encore Jane the Virgin.
Par ailleurs, Annabelle Roux est la voix de la chanteuse pour la série How I Met Your Mother.
En version québécoise, Céline Furi est la voix de la chanteuse dans Crossroads.
Versions françaises
- Barbara Beretta dans Crossroads, Austin Powers dans Goldmember, Glee, Jane the Virgin[357],[359]
- Annabelle Roux dans How I Met Your Mother, Britney: For the Record[357]

Versions québécoises
Note : La liste indique les titres québécois.
- Céline Furi dans À la Croisée des Chemins[358]

## Récompenses et nominations
Au cours de sa carrière, Britney Spears a remporté plus de 450 récompenses incluant principalement : sept Billboard Music Awards, six MTV Video Music Awards, un MTV Video Vanguard Award, deux Emmy Awards, un Grammy Award, trois NRJ Music Awards, huit MTV Europe Music Awards, et seize Teen Choice Awards. Elle est également élue « Plus belle femme du monde » par FHM en 2004.
Britney Spears est devenue une icône de la culture pop internationale immédiatement après le lancement de sa carrière. Selon le magazine Rolling Stone, c’est « L'une des vocalistes féminines les plus controversées et les plus talentueuses du 21e siècle, mélangeant innocence et expérience ». Elle est répertoriée par le Guinness World Records comme ayant « l'album le plus vendu par un artiste adolescent solo » pour son premier album …Baby One More Time qui s'est vendu à plus de treize millions d'exemplaires aux États-Unis. Melissa Ruggieri du Richmond Times-Dispatch a déclaré : « Elle est l'adolescente la plus vendue : avant même d'avoir ses 20 ans en 2001, Spears a vendu plus de 37 millions d'albums dans le monde ».
En 2011, elle a vendu plus de 100 millions de disques dans le monde entier, ce qui en fait l'une des artistes de musique les plus vendues de tous les temps, en se basant uniquement sur les ventes d'albums. Elle a également été classée quatrième édition des « 50 plus grandes femmes de l'ère de la vidéo » de VH1, derrière Madonna, Janet Jackson et Whitney Houston. Spears est également reconnue comme l'artiste féminine la plus vendue des années 2000, ainsi que la cinquième mondialement depuis ses débuts. En décembre 2009, le magazine Billboard a classé Spears comme le huitième artiste de la décennie 2000 aux États-Unis. Spears est reconnue pour ses performances iconiques et ses vidéos musicales. Le clip vidéo de son premier single, … Baby One More Time, est classée numéro un par Total Request Live pour les clips musicaux les plus emblématiques. Lors des MTV Video Music Awards 2000, avant d'interpréter son single, Oops!… I Do It Again, la chanteuse apparut derrière un écran rétroéclairé, descendit un escalier en colimaçon et commença à interpréter la chanson des Rolling Stones, (I Can't Get No) Satisfaction, en portant un smoking, qu’elle déchire, révélant une tenue de couleur chair. L'année suivante, avec la sortie de son single I'm a Slave 4 U, Jocelyn Vena de MTV résume la performance comme « l'un des visuels les plus saisissants de l'histoire de la cérémonie ». Elle a également chanté The Way You Make Me Feel avec le chanteur pop, Michael Jackson, lors de son concert : Michael Jackson: 30th Anniversary Celebration. À l'ouverture des MTV Video Music Awards 2003, le 28 août 2003, Spears s'est jointe à Madonna, Christina Aguilera et Missy Elliott. Au milieu de la représentation, Madonna embrassa Spears et Aguilera sur les lèvres. Le baiser entre Spears et Madonna a généré une forte réaction des médias. Cette performance a été classée par le magazine Blender comme l'un des vingt-cinq moments musicaux les plus sexy de l'histoire de la télévision. MTV classe la performance comme étant le moment d'ouverture numéro un dans l'histoire des MTV Video Music Awards. Britney Spears était le terme de recherche le plus populaire de Yahoo! entre 2005 et 2008. Spears est nommée « Personnalité la plus recherchée » dans le livre Guinness World Records édition 2007 et 2009.

Britney Spears est citée comme une inspiration musicale par des artistes contemporains. Le personnage de Gwyneth Paltrow dans le film dramatique, Country Strong en 2010 a été inspiré par le traitement de la chanteuse par les médias. Selon la réalisatrice Shana Fest, « c'est de là que vient ce film, je voyais ce qui se passait dans les médias pour Britney Spears, je trouve que c'est tragique de traiter comme ça les gens qui nous donnent tant ». Nicki Minaj cite Spears comme une influence majeure sur sa carrière, et a commenté : « le fait qu'elle soit revenue avec tant de feu, inspire. Ça inspire les jeunes femmes et les gens du monde entier, ça vous inspire… Beaucoup de mes fans ont l'impression d'être les perdants et de se sentir comme les gens qui ne sont pas acceptés pour eux-mêmes ou qui font rire. Cela montre que, une fois que vous vous en tenez à ce que vous faites, les gens peuvent ne pas vous aimer, mais ils devront vous respecter à la fin de la journée. Et ce respect est tout ce qui compte. » Lana Del Rey déclare : « Je ne m'intéresse pas vraiment à une tonne de femmes musiciennes, mais il y a quelque chose à propos de Britney qui force mon intérêt, la façon dont elle chante et son apparence » ainsi que le vidéoclip de Toxic qui l'inspire énormément. 

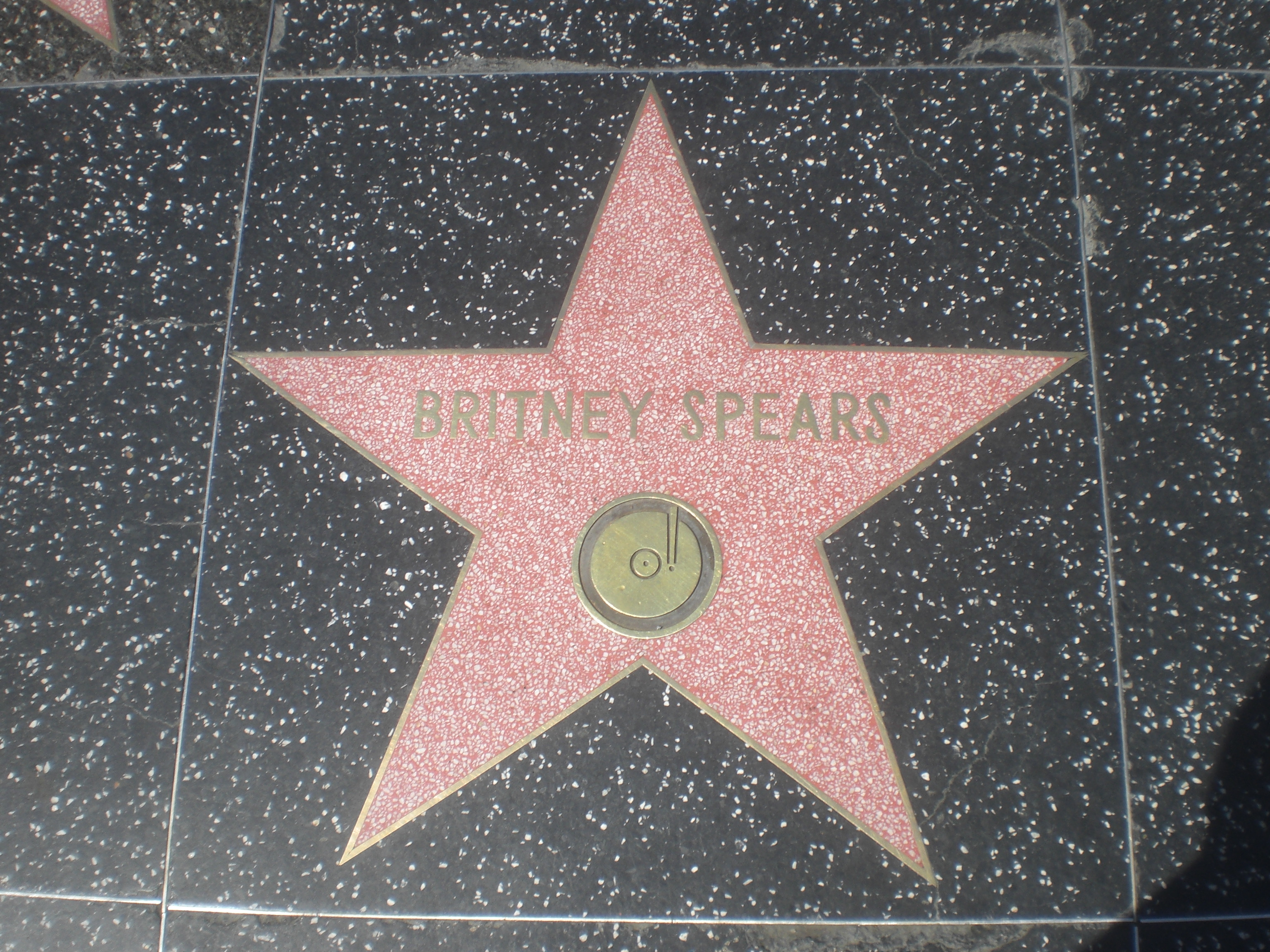
L'étoile de Britney Spears au Walk of Fame.

Au cours des MTV Video Music Awards 2011, Lady Gaga déclare que Spears « nous a appris à être sans peur, et l'industrie ne serait pas la même sans elle ». Gaga a également cité Spears comme une influence, l'appelant « l'interprète la plus provocatrice de tous les temps ». Miley Cyrus crédite Spears comme l'une de ses influences, et a fait référence à la chanteuse dans sa chanson à succès Party in the U.S.A. en 2009. Le harcèlement de Spears par des paparazzis et sa dépression personnelle ont contribué à inspirer l'album de 15 minutes de Barry Manilow. Spears a également influencé de nombreux autres artistes contemporains, y compris Katy Perry, Kesha, Meghan Trainor, Demi Lovato, Kelly Key, Kristinia DeBarge, Little Boots, Charli XCX, Marina and the Diamonds, Tegan and Sara, Pixie Lott, Grimes, Selena Gomez, Hailee Steinfeld, Tinashe, Victoria Justice, et Cassie. Fergie de The Black Eyed Peas a révélé au The Hollywood Reporter qu'elle était contente du retour de Spears dans l'industrie de la musique, elle poursuit : « C'est incroyable, depuis toutes ces années passées dans le monde des affaires et tout ce qu'elle a vécu. Vraiment, c'est une belle chose ». Simon Cowell a expliqué qu'il est « fasciné par [Britney]. Le fait qu'elle est l'une des personnes les plus discutées, signifie que vous avez ce pouvoir de star. Elle a des hits et elle est toujours controversée, il y a une raison à cela ». Marina and the Diamonds ont nommé Spears comme l'influence principale de son album Electra Heart. Spears a eu une influence directe sur le travail de la chanteuse Porcelain Black après avoir grandi autour de sa musique quand elle était enfant. Black décrit sa musique comme un « enfant d'amour entre » Marilyn Manson et Spears. Bebo Norman a écrit une chanson au sujet de Spears, appelée Britney. Le boys band Busted a également écrit une chanson au sujet de Spears appelée Britney, qui était sur leur premier album. La chanteuse sud-coréenne, BoA a également parlé de son admiration et de l'influence de Spears. Leur première rencontre a lieu en 2003 alors que Spears faisait la promotion de son album In The Zone. Britney lui offre plus tard la chanson Look Who's Talking qu'elle a écrite sur le premier album éponyme anglais de BoA. La version de Spears fuite en 2012. Spears participe aussi régulièrement au Spirit Day pour lutter contre l'homophobie et l'intimidation.
Le magazine People et MTV ont rapporté que le 1er octobre 2008, l'école John Philip Sousa dans le Bronx a nommé son studio de musique « Britney Spears » en l'honneur de cette dernière. Elle-même était présente pendant la cérémonie et a donné 10 000 dollars à l'école.
En juillet 2023, "Toxic" atteint le milliard d'écoute sur la plateforme Spotify.